# Selección de fútbol de Ecuador
La selección de fútbol de Ecuador es el equipo representativo del país en las competiciones oficiales de fútbol. Está controlada por la Federación Ecuatoriana de Fútbol (FEF), perteneciente a la Conmebol. Fue fundada en 1925 y se incorporó a la FIFA en 1926. Disputó su primer partido internacional el 8 de agosto de 1938 contra Bolivia, en Bogotá. La escuadra ecuatoriana es conocida a nivel nacional e internacional como la Tricolor.
En sus inicios, fue una de las selecciones más débiles de Conmebol, pues el fútbol en Ecuador recién se profesionalizó en 1957. Para 1988, Dušan Drašković inició un periodo de trasformación en el fútbol ecuatoriano, empezando a reclutar a jóvenes que reunían las condiciones físicas y mentales propicias para este deporte. De este modo, Drašković dio inicio a un cambio de criterio en el momento de seleccionar a los futbolistas que, a no muy largo plazo, daría importantes resultados. La propuesta futbolística de Drašković, apoyada en el buen rendimiento del elemento, comenzó a visibilizarse desde 1993, año en que Ecuador —sede de la Copa América— obtuvo el cuarto lugar en dicha competencia. Posteriormente, en la década de los 2000, se reflejaría aun más ese nivel competitivo que haría que el combinado nacional logre la clasificación por primera vez a un mundial de fútbol.
Hasta la fecha ha logrado clasificarse para 5 ediciones de la Copa Mundial de Fútbol (2002, 2006, 2014, 2022, 2026). Ha participado en 30 ediciones de la Copa América, sus mejores actuaciones han sido el cuarto lugar en las ediciones de 1959 y 1993. Por otro lado, obtuvo la medalla de oro de los Juegos Bolivarianos de 1965. 
A nivel de seleccionados juveniles, la selección sub-20 ha participado en 5 ediciones, de las 23 que se han disputado, de la Copa Mundial de Fútbol Sub-20 (2001, 2011, 2017, 2019 y 2023), en la que su mejor resultado ha sido el tercer lugar conseguido en la Copa Mundial de Fútbol Sub-20 de 2019. En tanto que, a nivel sudamericano, ganó el Campeonato Sudamericano Sub-20 de 2019 y obtuvo una medalla de plata en la edición de 2017. Asimismo, la selección sub-20 en los Juegos Bolivarianos logró la medalla de oro. También conquistó la medalla de plata en los Juegos Suramericanos de 1978, 1982, 1990 y 2022. De igual modo, obtuvo la medalla de oro de los Juegos Panamericanos de 2007.
Por su parte, la selección sub-17 ha disputado 6 ediciones, de las 19 que se han organizado, de la Copa Mundial de Fútbol Sub-17 (1987, 1995, 2011, 2015, 2019 y 2023). Su mejor resultado ha sido el quinto lugar de la Copa Mundial de Fútbol Sub-17 de 2015. También alcanzó el séptimo lugar en la edición de 1995, cuando fue la sede del Mundial. Y los octavos de final en las ediciones de 2011 y 2019. Además, se alzó con la medalla de plata en los Juegos Suramericanos de 2010. Por último, en la menor de las categorías, la selección sub-15 conquistó la medalla de bronce en el Campeonato Sudamericano de Fútbol Sub-15 de 2009 y obtuvo el cuarto lugar en la edición de 2015.
Luego de su excelente performance en la eliminatorias Conmebol para el Mundial de Brasil 2014, donde terminó en la cuarta plaza, se posicionó entre las 10 mejores selecciones de fútbol del mundo, ocupando el puesto 10, su mejor lugar hasta la fecha en la clasificación de la FIFA.

## Historia
El fútbol llegó a Ecuador en 1899 por medio de Juan Alfredo Wright, que había retornado de Inglaterra donde había realizado sus estudios universitarios. El 23 de abril de 1899 junto con su hermano Roberto Wright crean el primer equipo de fútbol ecuatoriano, el Club Sport Guayaquil. Aquel año se fundaron otros dos equipos en Guayaquil y tiempo después el fútbol llegó a Quito. Posteriormente se crearon más equipos en Quito y Guayaquil y en 1922, las provincias de Guayas y Pichincha empezaron a organizar campeonatos de tipo amateurs de fútbol. Más tarde, el 30 de mayo de 1925, se funda la Federación Deportiva Nacional del Ecuador, actual Federación Ecuatoriana de Fútbol. En 1928, se organizan los I Juegos Bolivarianos de Bogotá, y Ecuador envía un combinado para representarlo en la disciplina de fútbol y debuta oficialmente el 8 de agosto de 1938 jugando contra la selección de fútbol de Bolivia, en un partido que terminó en empate 1-1.
En 1930, la selección ecuatoriana de fútbol fue invitada a intervenir en el primer Mundial de Fútbol. Sin embargo, el gobierno rechazó hacer un aporte monetario para este evento, debiendo esperar setenta y dos años para participar nuevamente. Es, junto a Venezuela, una de las selecciones sudamericanas que no han ganado la Copa América.

### Campeonato Sudamericano (1939-1967): el debut y récords negativos
En 1939 Ecuador participó por primera vez en el Campeonato Sudamericano de Fútbol, torneo precursor de la Copa América, organizado ese año en Lima. Dirigidos por su jugador-entrenador Ramón Unamuno, el equipo ecuatoriano perdería los cuatro partidos que disputaron. Marino Alcívar y Manuel Arenas destacarían a pesar de todo, al anotar dos goles cada uno.
En sus dos siguientes participaciones del Sudamericano, en 1941 y 1942, el combinado nacional volvería a perder todo sus partidos, y además, acumularía una serie de goles en contra en esas dos ediciones. Es así, como en el Sudamericano de Uruguay 1942, el equipo ecuatoriano registró su peor resultado al caer por 12 a 0 ante la selección de Argentina. 
En 1945, en su cuarta participación en el Campeonato Sudamericano de Fútbol, Ecuador puso fin a la racha de derrotas consecutivas sufridas desde su debut en la competencia: el 11 de febrero de 1945 empató 0-0 ante Bolivia en Santiago de Chile, pero terminó en el último lugar de su grupo, después de perder los otros partidos. 
El 30 de noviembre de 1947, Ecuador jugó por primera vez un partido de local: ese año, de hecho, fue Ecuador quien organizó el Campeonato Sudamericano en el estadio George Capwell de la ciudad de Guayaquil. Sin embargo, no logró ganar ningún partido. La primera victoria de Ecuador en partidos oficiales se dio en realidad solo dos años después, en el Sudamericano de Brasil 1949, ante Colombia (4-1) en Río de Janeiro, pero quedó como un caso aislado, ya que en los siguientes diez años, es decir, durante tres ediciones del Campeonato Sudamericano (1953, 1955, 1957) Ecuador no tuvo éxito, al acabar último en el grupo.

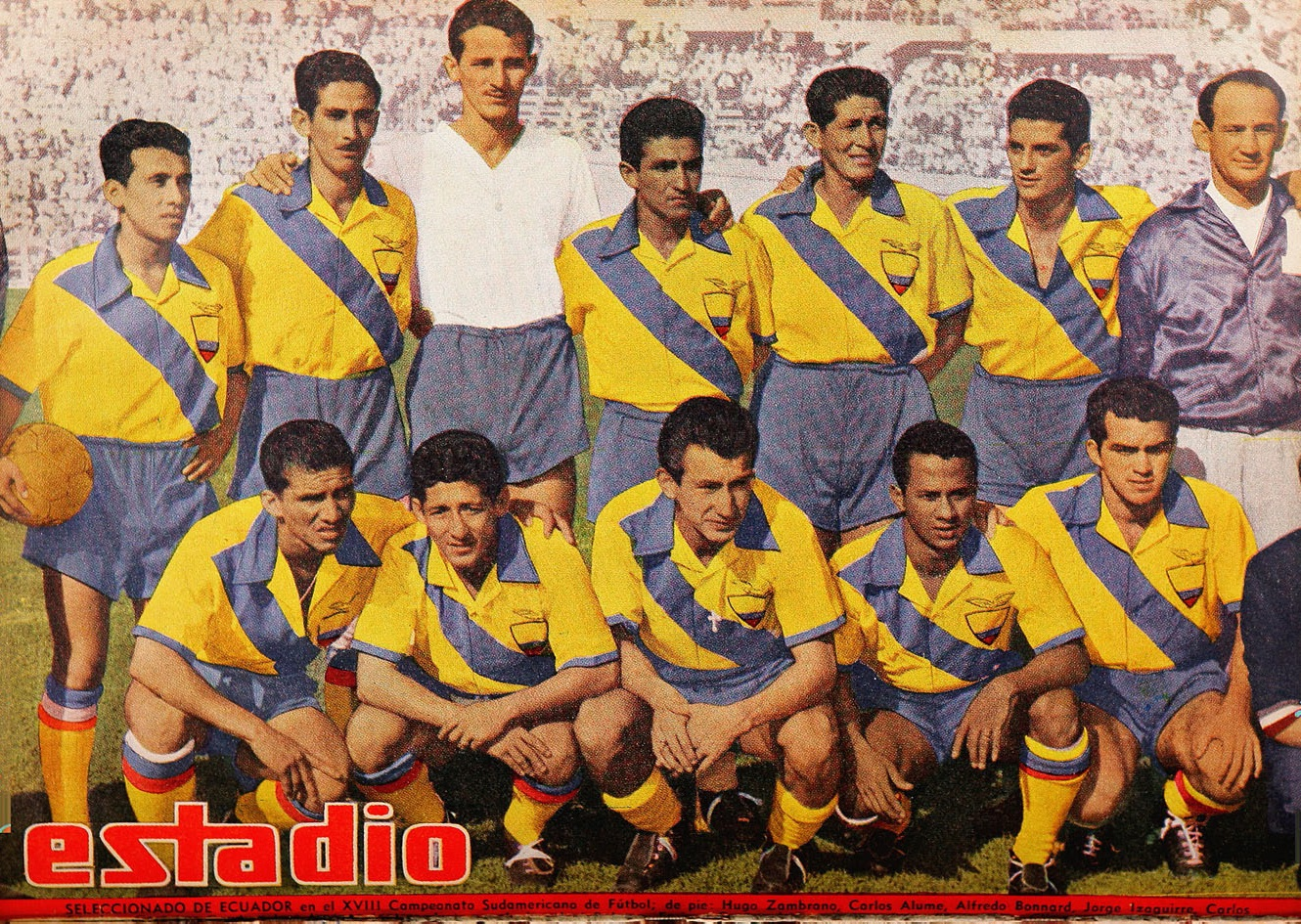
Equipo ecuatoriano en el Sudamericano 1955.

En el Campeonato Sudamericano de 1959, jugado en casa, Ecuador terminó cuarto, estableciendo su mejor ubicación en la competencia. En el torneo la selección logró una victoria en su último partido ante Paraguay (3-0), dos derrotas ante Uruguay (0-4) y Brasil (1-3) y un empate 1-1 ante Argentina.
No jugó ningún partido hasta 1963, cuando viajó a Bolivia para participar en el Campeonato Sudamericano. Luego de empatar 4-4 ante los anfitriones (posteriores ganadores del torneo), Ecuador logró solo una victoria (4-3 ante Colombia) en su último partido, dos empates más y tres derrotas, finalizando penúltimo. El ecuatoriano Carlos Alberto Raffo fue el máximo goleador del evento con seis goles.
En 1967 la derrota en la ronda preliminar ante Paraguay privó al combinado nacional dirigidos por Muñoz de la participación en el Campeonato Sudamericano.

### Primera participación en las eliminatorias sudamericanas para la Copa Mundial de 1962 y a un paso de la clasificación para Inglaterra 1966
En 1960, bajo la dirección técnica del uruguayo Juan López Fontana, Ecuador participó por primera vez en las eliminatorias de la Copa del Mundo, de cara a Chile 1962. Frente a Argentina en doble partido de ida y vuelta, la Tri sufrió dos contundentes derrotas (3-6 en Guayaquil y 0-5 en la Bombonera de Buenos Aires) y quedó eliminado. 
Para las eliminatorias rumbo a Inglaterra 1966, Ecuador logró buenos resultados, pero no logró su objetivo. La selección ecuatoriana contaba con un buen plantel, entre los que se encontraba: Washington Muñoz, Alberto Spencer, Carlos Alberto Raffo, Enrique Raymondi y Jorge Bolaños. 
La selección ecuatoriana fue emparejada en el grupo 2 con Chile y Colombia. Ecuador empezaría dando la sorpresa, al ganar en Barranquilla a Colombia por 1-0 con gol de Washington Muñoz a los 61 minutos, después, en la segunda fecha, volvería a ganarle a Colombia como local en Guayaquil por 2-0 con un doblete de Enrique Raymondi, ya en su tercer partido, se enfrentaría a Chile como local en el estadio Modelo de Guayaquil, en dónde conseguiría un empate a 2. Para su último partido, Ecuador, como puntero del grupo, visitaba a Chile en Santiago. A la selección ecuatoriana le bastaba un empate para conseguir su primera clasificación a una Copa del Mundo, pero delante estaba una selección Chilena que venía de ser podio en su propio mundial en 1962. El partido lo empezaría ganando el combinado local a los 10 minutos, con un gol convertido desde el punto penal por Leonel Sánchez, Spencer empataría el partido a los 36 minutos, por lo que se irían con el marcador igualado al descanso. En el segundo tiempo, el equipo ecuatoriano no podría mantener el empate y a los 62 y 74 minutos caerían los goles chilenos, finalizando el resultado a favor de los locales por 3-1. Ambas selecciones acabarían igualadas con 5 puntos, por lo que se debía jugar un partido de desempate en una ciudad neutral. El 12 de octubre de 1965, y con alrededor de 45 mil aficionados en el Estadio Nacional de Lima, ambas selecciones se verían las caras por un cupo al mundial. Empezado el juego, a los 15 minutos, Leonel Sánchez batió a Hélio Carreiro da Silva y puso la primera en el marcador a favor de Chile. Más tarde, previo a finalizar la primera mitad, Héctor Marcos amplió la ventaja. La reacción ecuatoriana se produjo demasiado tarde, sumada a la expulsión de Alberto Spencer. A los 45 minutos del complemento, Rómulo Gómez efectuó el descuento para Ecuador al vencer la meta de Adán Godoy. El esfuerzo ecuatoriano no fue suficiente y las ganas de ir a un mundial se vieron frustradas. 
En 1969, en las eliminatorias para el Mundial de México 1970, Ecuador finalizó último de su grupo, detrás de Uruguay y Chile, sin lograr ganar ningún partido. El 24 de mayo de 1970, debutó en el Estadio Olímpico Atahualpa de Quito, enfrentándose a Inglaterra, vigente campeona del mundo, ante 22 250 espectadores. La selección, que debutaba ante una selección no sudamericana, sería derrotada por 2-0.

### Decadencia (1970-1988): Irregularidades
En 1973 en la eliminatorias para el Mundial de Alemania de 1974, Ecuador terminó último detrás de Uruguay y Colombia tras empatar tanto de local y de visitante con Colombia y perder los dos partidos con Uruguay
En 1975 Ecuador jugó la edición de la Copa América donde empató 2-2 con Paraguay pero terminó último lugar de su grupo después de perder los otros partidos.
En 1977 en las eliminatorias para el mundial de Argentina de 1978, Ecuador finalizó último de su grupo, detrás de Perú y Chile, sin lograr ganar ningún partido.
En 1981 en las eliminatorias para el mundial de España de 1982, Ecuador gana a Paraguay 1-0 y empata a Chile de local, después de perder con Paraguay de visitante por 1-3, y contra Chile 2-0, Ecuador queda segundo de su grupo detrás de Chile.
En la Copa América de 1983 Ecuador empataría contra Argentina de local y de visitante pero terminó último lugar de su grupo tras perder los dos partidos con Brasil.
En 1985 en las eliminatorias para el mundial de México de 1986, Ecuador finalizó último de su grupo, detrás de Uruguay y Chile, sin lograr ganar ningún partido.
En la Copa América de 1987 Ecuador pierde con Argentina y empata con Perú terminando en último lugar.

### Era Dušan Drašković (1988-1993)
Dušan Drašković comenzó a recorrer todo el Ecuador y agrupó a quienes él consideró que eran los mejores. Drusan Draskovic debutó el 7 de junio de 1988 en un partido amistoso contra Estados Unidos el cual Ecuador ganó 1-0.
En 1989 en las eliminatorias para el mundial de Italia de 1990, Ecuador finalizó último de su grupo, detrás de Colombia y Paraguay, solo ganando a Paraguay 2-0 en Guayaquil en la última fecha.
En la Copa América 1989 Ecuador fue enmarcado en el Grupo B, junto a Uruguay (1-0), Argentina (0-0), Bolivia (0-0) y Chile (1-2). Terminando penúltimo en fase de grupos sin clasificar por el gol diferencia con dos empates, una derrota, y una victoria.
En la Copa América 1991 Ecuador fue enmarcado en el Grupo A, junto a Colombia, Uruguay, Bolivia y Brasil. Terminó con dos derrotas, una victoria goleando a Bolivia, y un empate contra Uruguay finalizando penúltimo en fase de grupos.

#### Copa América 1993
En la Copa América 1993 Se mostró sólido y con buen Plantel en la cancha. La Tricolor quedó ubicada en el grupo A junto con Uruguay, Venezuela y Estados Unidos
Ecuador empezó la copa ganando por goleada de 6-1 a Venezuela. En su siguiente partido, Ecuador derrota por 2-0 a Estados Unidos. En su último partido y ya clasificado para la fase final, Ecuador derrota por 2-1 a Uruguay, quedando puntero y con los 9 puntos de la tabla.
En cuartos de final, Ecuador debería enfrentar a Paraguay, partido el cual terminó con una victoria para Ecuador por 3-0. En semifinales Ecuador enfrenta a México, partido en el cual Ecuador queda eliminado por perder 0-2. En el partido por la definición del tercer lugar, Ecuador debe enfrentar a Colombia, donde Ecuador pierde 0-1, quedando en el cuarto lugar.
De esta Copa América salió un excelente plantel con figuras nacionales: Luis Capurro, Héctor Carabalí, Alex Aguinaga, Eduardo Hurtado.
En 1993 en las eliminatorias para el mundial de Estados Unidos de 1994, en la primera ronda en el Ecuador en el grupo B empataría 0-0 a Brasil en Guayaquil, y luego empataría 0-0 a Uruguay en Montevideo luego con una contundente goleada 5-0 derrotaría a Venezuela pero perdería con Bolivia por 1-0, para la segunda ronda con partidos irregulares perdieron con Brasil, Uruguay y Venezuela en la vuelta, y un empate a Bolivia, Ecuador terminaría penúltimo.

### Era Francisco Maturana (1995-1997)
El debut de Maturana se dio inicio el 24 de mayo de 1995 contra Escocia. En la copa América de 1995, Ecuador formó parte del Grupo B con Brasil, Colombia y Perú quedando eliminado en fase de grupos en el tercer puesto con dos derrotas y una victoria.  
Luego en 1996, en las eliminatorias sudamericanas para el Mundial de Francia 1998, el equipo ecuatoriano contó con la participación de una gran variedad de estrellas futbolísticas nacionales como Luis Capurro, Álex Aguinaga, Eduardo Hurtado, Ángel Fernández, Agustín Delgado, Ariel Graziani, entre otros. El 24 de abril de 1996 arrancó la primera jornada, el conjunto nacional recibía a los peruanos en el Estadio Monumental Isidro Romero, la Tricolor derrotó y goleó a la selección incaica por el marcador de 4-1 con un doblete de Eduardo Hurtado en los minutos 54 y 88, y goles de Máximo Tenorio en el minuto 65 y José Gavica en el minuto 78, mientras que Roberto Palacios descontó para la Bicolor en el minuto 62. En la segunda fecha, los ecuatorianos recibieron a Argentina en el Estadio Olímpico Atahualpa en Quito, siendo este el primer encuentro oficial que disputaría la Tricolor en este estadio. El partido fue victoria del conjunto local,  reviviendo el partido de la Copa América donde Chile eliminó a Uruguay en Santiago, en esta ocasión los charrúas tomarían venganza de aquel encuentro y golearon al vigente campeón de América por 3-0 con goles de Diego Godin, Álvaro Pereira y Martín Cáceres finalizando en la segunda casilla con 9 unidades detrás del ese entonces líder Ecuador. En esta ocasión, la selección estuvo a cuatro puntos de clasificar, pero se quedó en el camino. Sucedió un hecho histórico cuando en Quito, Ecuador venció a Argentina por primera vez en un partido por las eliminatorias. En la Copa América 1997, Ecuador fue enmarcado en el Grupo A, junto a la Argentina (0-0),  Paraguay (2-0) y Chile (2-1). Con dos victorias y un empate, terminando líder del grupo, llegó a cuartos de final donde se enfrentó a México, siendo eliminada por penales por 4:3.

### Etapa de Carlos Sevilla (1999)
En la Copa América de 1999 Ecuador formaría parte del Grupo C con Argentina, Uruguay y Colombia perdiendo todos sus partidos, después de la Copa América, Carlos Sevilla fue destituido.
| J. F. Cevallos U. de la Cruz I. Hurtado H. Quiñónez L. Capurro S. A. Castillo É. Méndez Á. Aguinaga I. Kaviedes E. Valencia A. Spencer |
| --- |
| XI ideal de Ecuador de todos los tiempos.                                                                                              |

### Era Hernán Gómez (1999-2004): El auge del fútbol
Tras la destitución de Carlos Sevilla, Hernán Darío Gómez asume como técnico el 1 de octubre de 1999. Su dirección empezaría en un amistoso con un empate contra Uruguay en Montevideo.
El 29 de marzo de 2000, Ecuador debutó con una victoria frente a Venezuela por 2-0 en las eliminatorias para el Mundial Corea y Japón 2002, con goles de Agustín Delgado y Álex Aguinaga. En el segundo partido, perdió contra Brasil por 3-2 en São Paulo, con los goles de Álex Aguinaga en el minuto 12 y Ulises de la Cruz en el 75 por parte del combinado ecuatoriano, mientras que un doblete de Rivaldo y otro tanto de Zago le dieron la victoria a los brasileños. En junio de 2000, llegaría la tercera jornada para los ecuatorianos quienes visitaron a Paraguay en Asunción donde caerían 3-1 con goles de Delio Toledo en el minuto 10 y un doblete de Hugo Brizuela en el 42 y 63, mientras que la Tricolor descontó a través de Ariel Graziani en el minuto 87. La fecha 4 se disputó el 29 de junio, el cuadro dirigido por el «Bolillo» Gómez recibió a Perú. Previo a este partido, Ecuador solo había derrotado una vez en su historia a la Bicolor por eliminatorias. Ecuador ganó este partido por el marcador de 2-1; por Ecuador marcaron Cléber Chalá en el minuto 18 y Eduardo Hurtado en el minuto 51, y para los peruanos marcó Juan Pajuelo. 
El 29 de julio de 2000, Ecuador cayó en Buenos Aires frente al combinado de Argentina por 2-0 con goles de Hernán Crespo en el minuto 29 y de Claúdio López en el 49. Posterior a este juego se enfrentó a Colombia en Quito por la fecha 6, el encuentro finalizó con un empate sin goles. El 16 de agosto de 2000, Ecuador se enfrentó a la selección boliviana, Al igual que con la Blanquirroja, el conjunto ecuatoriano solo le había ganado una vez en su historia a la selección del altiplano por eliminatorias. Ecuador derrotó por 2-0 a la Verde, con un doblete de Agustín Delgado, el primero en el minuto 18 y el segundo en el minuto 58. En la octava fecha de las eliminatorias, la Tricolor visitó a Uruguay y cayó de forma humillante por 4-0 con goles de Federico Magallanes en el minuto 15, Darío Silva en el minuto 37, Nicolás Olivera en el minuto 50 y Néstor Cedres en el minuto 86. 
El 8 de octubre de 2000, Ecuador consiguió otro triunfo histórico, por la fecha 9 frente a la selección chilena por el marcador de 1-0. El conjunto mapochino nunca antes había perdido frente al combinado ecuatoriano; ni en tierras ecuatorianas, ni en territorio chileno; por eliminatorias sudamericanas. El gol de la victoria vino luego de un centro del «Cuchillo» Fernández a la cabeza de Agustín Delgado en el minuto 76. El 15 de noviembre, la selección viajó a Maracaibo para enfrentarse a Venezuela. Nuevamente, el conjunto dirigido por el «Bolillo» Gómez lograría un resultado histórico ganando de visita por primera vez a la Vinotinto por eliminatorias. El marcador lo abrió Iván Kaviedes en el minuto 3. 

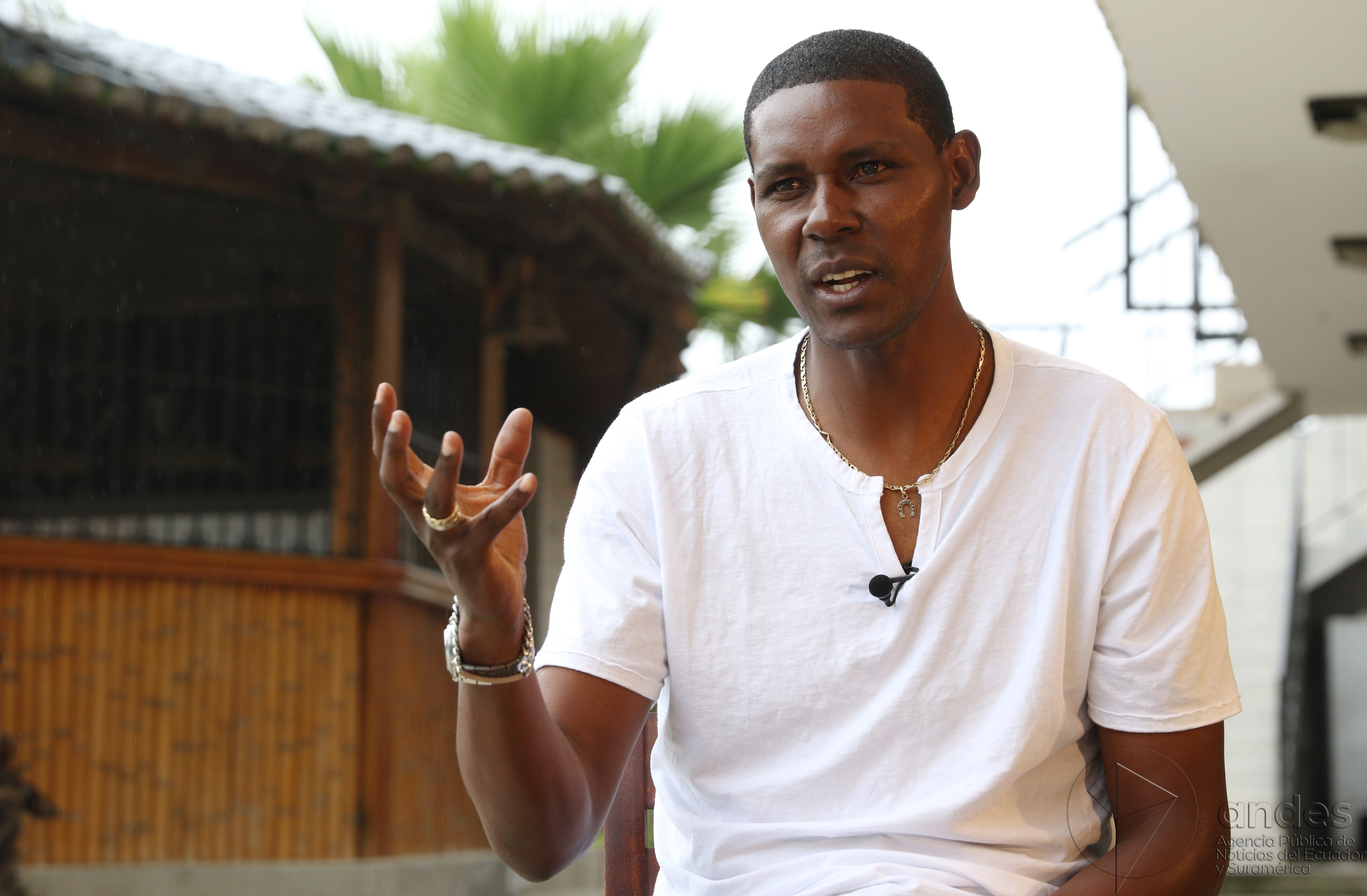
Agustín Delgado, máximo goleador histórico de la selección ecuatoriana hasta 2021 y máximo goleador de las eliminatorias sudamericanas para la Copa Mundial de Fútbol de 2002

En la undécima fecha, Ecuador consigue un triunfo histórico frente a Brasil por el marcador de 1-0 en Quito, con gol de Agustín Delgado. 
En la copa América 2001 Ecuador formaría parte del Grupo A junto con Chile, Colombia y Venezuela terminó con una campaña irregular con dos derrotas y una victoria. 
El siguiente encuentro de los tricolores sería ante Bolivia: el 6 de octubre derrotándola en La Paz por el marcador de 1-5 con goles de Ulises de la Cruz, Agustín Delgado, Iván Kaviedes, Ángel Fernández y Luis Gómez; dejándola a solo un punto del Mundial. En la penúltima fecha, Ecuador empató en Quito con Uruguay 1-1. El país vivía una euforia ya que si la selección empataba clasificaba al Mundial. Todo era una fiesta en el Estadio Olímpico Atahualpa hasta que Nicolás Olivera en el minuto 43 marca de penal 1-0 a favor de Uruguay. La selección ecuatoriana luchó para marcar un gol y hasta que en una jugada de Agustín Delgado, el capitán Álex Aguinaga y la anotación de Iván Kaviedes con un soberbio gol marca de cabeza el empate. Luego de concluir el partido ya era una realidad, Ecuador ya estaba en el Mundial de Fútbol por primera vez y con una generación de jugadores que hicieron posible la clasificación como: José Francisco Cevallos, Iván Hurtado, Ulises de la Cruz, Álex Aguinaga, Edison Méndez, Agustín Delgado e Iván Kaviedes entre otros más. Ecuador terminó segundo en aquellas eliminatorias, detrás de Argentina y delante de Brasil, Paraguay y Uruguay.

#### Copa Mundial de Fútbol de 2002

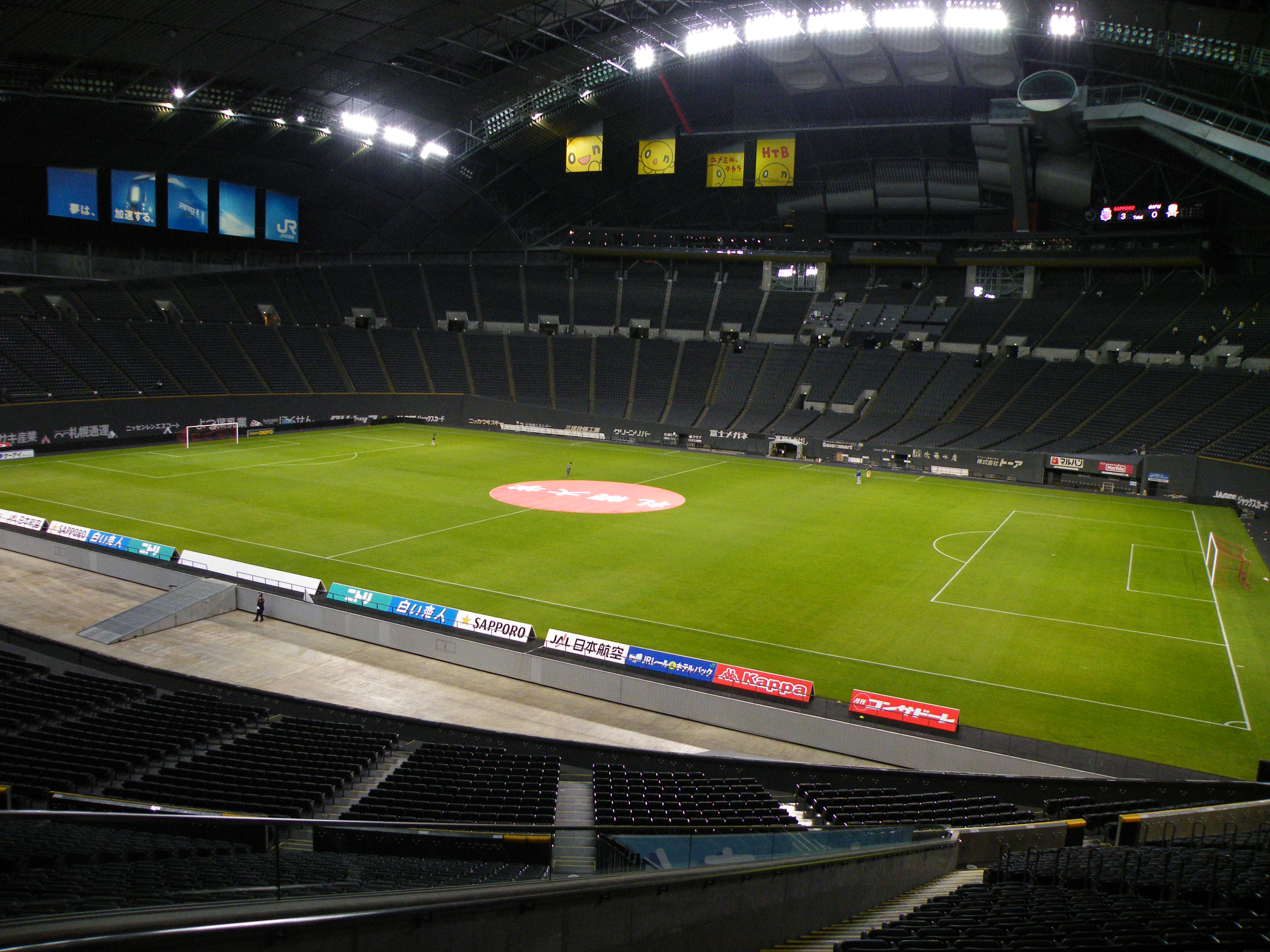
El Sapporo Dome, escenario del primer partido mundialista en la historia de la selección nacional.

La selección ecuatoriana tuvo una actuación regular donde sufrió dos derrotas: la primera contra Italia por 0 a 2 y la segunda contra México por 1 a 2. Su única victoria fue contra Croacia, con gol de Edison Méndez. En la estadística final del torneo, la selección ecuatoriana quedó en la posición 24 de 32.

#### Después del Mundial
Las eliminatorias sudamericanas rumbo a la Copa Mundial de Fútbol de 2006 arrancaron el 6 de septiembre de 2003, la selección ecuatoriana recibió en Quito al combinado de Venezuela. Giovanny Espinoza y Carlos Tenorio marcaron los goles con que la Tri venció por 2-0. Días después, Ecuador se enfrentó a Brasil en el Estadio Vivaldo Lima de Manaos y la Verdeamarela ganó por la mínima diferencia con gol de Ronaldinho. En noviembre, llegaría la tercera jornada en donde visitaron a Paraguay en Asunción y caerían derrotados por 2-1.  Los guaraníes se adelantaron en el marcador en el minuto 29 de la primera parte por intermedio del delantero Roque Santa Cruz, el gol del empate ecuatoriano llegó con un remate de Edison Méndez, en el minuto 59, sin embargo, José Cardozo, en el minuto 70, puso el tanto del triunfo local. La fecha 4 se disputó el 3 de junio, los pupilos de «Bolillo» Gómez recibieron a la selección peruana. Un desborde en el sector izquierdo de Salas provocó la más clara opción de gol del partido, en el minuto 86, cuando centró en el área peruana, pero el delantero Carlos Tenorio se resbaló y no pudo concretar. El cambio de Chalá por Álex Aguinaga tampoco fue la solución. El Gûero hizo su último intento al rematar en el minuto 87, pero su disparo salió por arriba del arco del guardameta peruano Óscar Ibáñez. La desesperación se apoderó de los hinchas y de los jugadores, quienes intentaron por todos los medios pero nunca llegó el gol, el partido terminó 0 a 0. 
Las eliminatorias se reanudaron el 30 de marzo de 2004, con la fecha 5, donde la Tri visitaría Buenos Aires para enfrentarse a Argentina. En el minuto 60, Hernán Crespo sacudió la redes, y el partido terminó 1-0 a favor del combinado dirigido por Marcelo Bielsa. El 2 de junio se jugó la fecha 6, la selección recibió a Colombia en Quito donde derrotarían a los cafeteros por 2-1 con goles de Agustín Delgado y Franklin Salas, mientras que Franky Oviedo descontó para los Cafeteros. De este modo, la Tri se ubicó en la séptima posición, y con solo siete unidades. En la fecha 7, los ecuatorianos recibieron a su similar de Bolivia. En los minutos iniciales de la primera etapa, Ecuador salió con todo a buscar su primer gol, pero luego de los diez minutos se comenzó a jugar en la media cancha con varias interrupciones, por la marca que emplearon los visitantes. Los dirigidos por el técnico Ramiro Blacut se atrevieron en dos oportunidades a llegar al arco rival, mediante pases largos. La marca visitante comenzó a desmoronarse con el autogol de su defensor Hernán Soliz, en el minuto 27, luego de que Ulises De la Cruz levantara un centro por derecha, que fue mal despejado por Soliz, metiéndola en su propia portería. Cinco minutos después el goleador ecuatoriano de las eliminatorias pasadas, Agustín Delgado, aprovechó un despeje mal anticipado de un defensor boliviano, para que solo con el guardameta José Carlo Fernández, el Tin levante el balón y la introduzca en las redes. En el minuto 38, Ulises De la Cruz anotó el tercer tanto local, mediante tiro libre. Con un resultado de 3-0 a favor de Ecuador, los jugadores se fueron a los camerinos.  La segunda parte fue de drama para la banca y la portería ecuatoriana, porque los bolivianos con los cambios realizados marcaron dos goles mediante un tiro libre del Limberg Gutiérrez, en el minuto 58; y un contragolpe del ingresado José Alfredo Castillo, a los 74. Al final, Ecuador terminó el cotejo en el Atahualpa con una victoria apretada de 3-2, bajo una fuerte lluvia caída en El Estadio Atahualpa y con un equipo boliviano que creó peligro durante los últimos minutos de la etapa complementaria.

### Era Luis Fernando Suárez (2004-2007)
Luego de la pésima actuación del combinado ecuatoriano en la Copa América 2004, donde acabaron últimos de su grupo con cero puntos, el «Bolillo» Gómez dejó de ser el entrenador de la Tri y Luis Fernando Suárez fue oficializado como nuevo DT el 31 de julio de 2004. Luis Fernando entonces tomó el mando de la selección bajo la responsabilidad de clasificar a la Tri al segundo Mundial de su historia y ubicándose en la plaza del repechaje a falta de once partidos. 

#### Copa Mundial de Fútbol de 2006
En el sorteo del Mundial de 2006, realizado el 9 de diciembre de 2005, Ecuador quedó en el grupo A, compuesto por Alemania (país anfitrión), Costa Rica y Polonia. Ecuador disputó su primer partido de la fase de grupos contra Polonia en el estadio Arena AufSchalke ante unos 54 000 espectadores. El partido finalizó con una victoria ecuatoriana por 2-0 con goles de Carlos Tenorio, en el minuto 24, y Agustín Delgado en el minuto 80. Luego, en Hamburgo, se enfrentó con la selección de Costa Rica, donde ganó con un marcador de 3-0, con esa victoria, Ecuador aseguraba su clasificación por primera vez a los octavos de final de un Mundial de Fútbol. En el último partido de la fase de grupos, cayó ante el local Alemania por 3-0, con una formación que alineó a varios suplentes.
En octavos de final, perdió 0-1 ante Inglaterra con gol de tiro libre de David Beckham en el minuto 60. Finalmente, la selección ecuatoriana quedó en duodécima posición, siendo una de las revelaciones del torneo.

#### Después del Mundial
En las eliminatorias para el mundial de Sudáfrica, la selección no llegaba como favorita para las eliminatorias, puesto que, si bien tuvo un buen papel en las eliminatorias del Mundial 2006 como en su respectiva copa, la selección recibió múltiples críticas, debido a la mala campaña que tuvo en la Copa América 2007, donde quedó último (además de no ganar ninguno de sus partidos), como en los once partidos amistosos que tuvo ese año de los cuales solo ganó cuatro. Las eliminatorias iniciaron el 13 de octubre de 2007, en su primera fecha perdió como local frente a la Venezuela por 1-0. Para sus dos próximas fechas la selección presentó dos derrotas consecutivas por goleada: la primera de 5-0 frente a Brasil y la segunda de 5-1 frente a Paraguay.

### Era Sixto Vizuete (2007-2010)
Una vez que finalizó la tercera fecha, la selección tenía un gol a favor y once en contra, ocupando en el último lugar de la tabla general. Es entonces, cuando Luis Fernando Suárez renunció y se dio paso al técnico ecuatoriano Sixto Vizuete. En su debut en eliminatorias en el Estadio Olímpico Atahualpa, la selección derrotó y goleó a Perú por 5-1. 
En su quinta y sexta fecha la selección presentó dos empates consecutivos: primero en su visita a Buenos Aires, frente a la selección de Argentina, y segundo de local, frente a Colombia; para la séptima fecha la selección ganaría de local frente a la selección Bolivia y luego empataría en su visita ante Uruguay. Ante la última fecha de la primera vuelta venció de local ante Chile, sin embargo perdió de 
en su visita ante Venezuela. Las eliminatorias se reanudaron en el año 2009, en su undécima y duodécima fecha la selección presentó dos empates consecutivos de local frente a Brasil y Paraguay quienes con esos partidos ya estaban clasificados, si bien logró conseguir puntos, dichos resultados peligraban la clasificación de la selección, ya que la posicionaban en la séptima posición de la tabla, no obstante en su decimotercera y decimocuarta fecha la selección presentaría dos victoria consecutivas de visitante frente a Perú en Lima y de local frente a Argentina en Quito, dichos resultados colocaban a la selección en el quinto puesto de la clasificación, después le tocaría enfrentar a Colombia en Medellín en su decimoquinta fecha donde perdería por 2-0, lo que ponían en peligro su clasificación, sin embargo en la decimosexta fecha en su visita en La Paz ante Bolivia la selección obtendría otra victoria, lo que la colocaba y garantizaba que la selección estuviera en el puesto 4 de clasificación con dos fechas de anticipación, al mismo tiempo que sus rivales cercanos en la clasificación: Venezuela, Colombia y Uruguay. Una vez finalizada la antepenúltima fecha, llegaban con pocas posibilidades de clasificar.
En su penúltima fecha, la selección tenía que vencer o empatar con Uruguay para garantizar su cupo en el Mundial. Sin embargo, perdería el partido tras caer 2-1 en el Estadio Olímpico Atahualpa el 10 de octubre de 2009. Lo que le hizo caer a la sexta posición y poniendo en riesgo su clasificación para el Mundial. Dicho partido con Uruguay fue objeto de polémica y de críticas tanto de analistas de fútbol ecuatorianos como de otros países debido a que Sálvio Fagundes, el árbitro de ese partido, cometió diversos errores arbitrales que perjudicaron a la selección y terminó beneficiando a Uruguay. Con ese resultado, la selección, para no depender de otros resultados, tenía que ganarle a Chile, quien ya estaba clasificado, para alcanzar la zona de repechaje. No obstante, terminaría perdiendo el partido 1-0 en Santiago con un gol de Humberto Suazo, desvaneciendo toda oportunidad de clasificar.

### Era Reinaldo Rueda (2010-2014)
El 10 de agosto de 2010 Reinaldo Rueda fue presentado oficialmente en la sede de la FEF por su presidente, Luis Chiriboga Acosta. En la Copa América 2011, Ecuador fue enmarcado en el Grupo B, junto a Paraguay, Venezuela y Brasil empatando con Paraguay y perdiendo los dos partidos culminando así una decepcionante participación terminando en último lugar.
En las eliminatorias para el Mundial 2014, Ecuador realizó un excelente desempeño, por lo que quedó en la tercera posición de la tabla de Conmebol. 
La Tri también tuvo buenos resultados en los amistosos. Venció a rivales como Costa Rica en dos ocasiones (0-2 y 4-0), a Jamaica por una goleada de 5-2, a Estados Unidos por 1-0, a Honduras por 2-0, a Chile por 3-0, a El Salvador por 5-0, pero los resultados más significante e importantes fueron, sin duda alguna, la victoria a Portugal por 3-2, el empate ante los Países Bajos por 1-1, y el empate ante Inglaterra por 2-2.

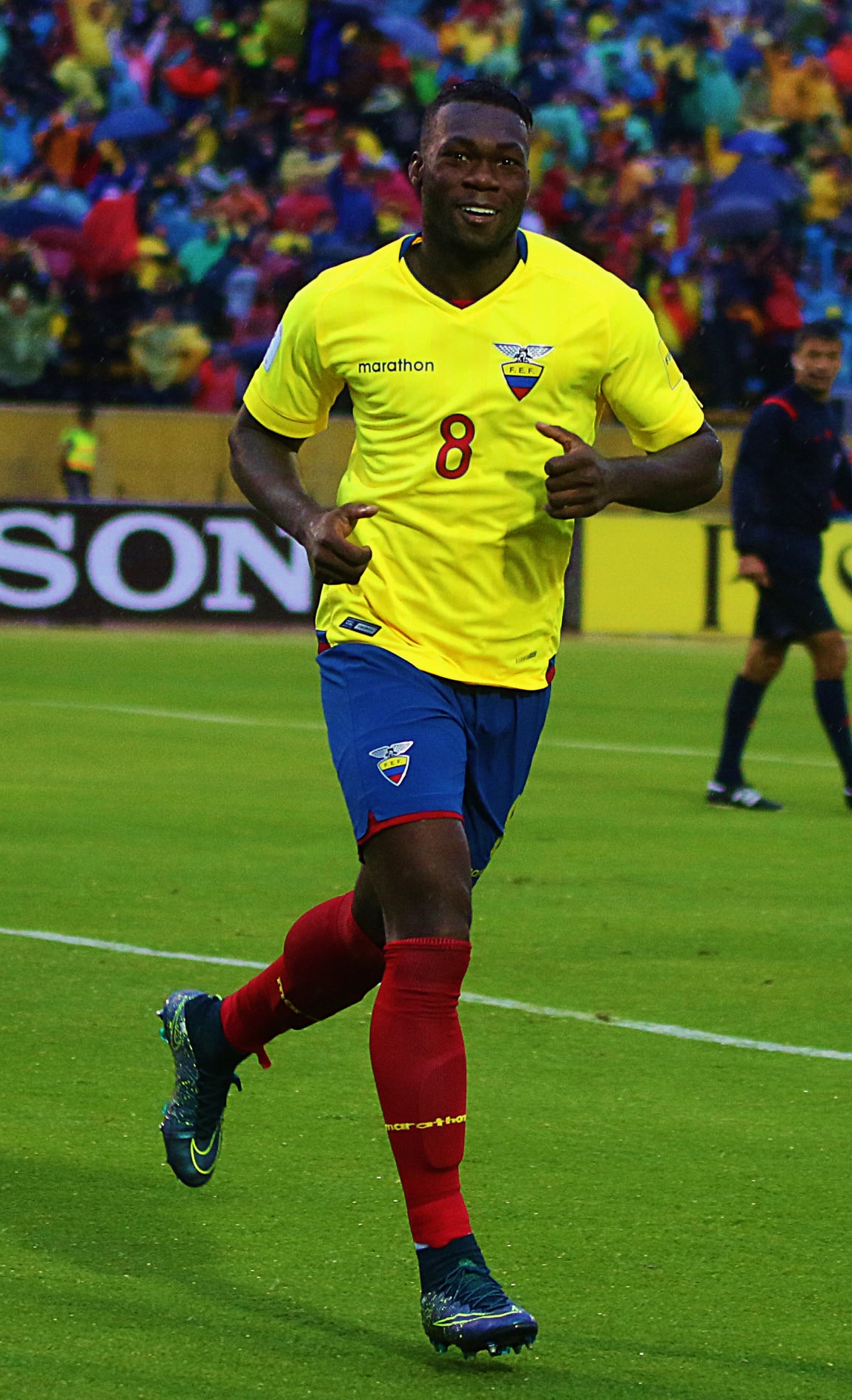
Felipe Caicedo, tercer máximo goleador ecuatoriano en el siglo XXI y máximo goleador del combinado ecuatoriano en las eliminatorias sudamericanas rumbo al Mundial de Brasil 2014 (7 goles).

En su primera salida, la Tricolor debutaría frente a Venezuela el 7 de octubre en el Estadio Olímpico Atahualpa de Quito, partido que fue disputado contra el equipo alternativo de Venezuela. Desde el comienzo del partido, Ecuador presionó con todo a Venezuela. Controló el balón, atacó por los costados, impidió la reacción de los rivales y creó varias posibilidades de gol. La Vinotinto estaba pasando muchos problemas para resistir el ímpetu de los ecuatorianos, especialmente por las bandas. Sin embargo, en el minuto 7, los venezolanos salieron del apremio con una llegada por intermedio de Jesús Meza, quien disparó lejos del arco ecuatoriano. Meza se mostró como el jugador más ambicioso para llegar con la posibilidad de gol, pero no supo aprovechar una falla del defensa Jairo Campos que quedó en el piso, el atacante remató sobre el travesaño, en el minuto 12. Ecuador anotó el primer gol con golpe de cabeza de Jaime Ayoví, en el minuto 14, tras una excepcional jugada de Antonio Valencia que, después de burlar a los defensas, proyectó un centro preciso al centro del área. Ecuador continuó dominando al rival y en el minuto 27 aumentó el marcador, con otro centro preciso de Antonio Valencia, que encontró libre de marcación a Cristian Benítez, que cabeceó con libertad a un costado del portero Renny Vega. El equipo local continuó con su propuesta ofensiva y bien pudo anotar un par de goles más desde la reanudación del encuentro, de no ser por la falta de precisión de Jaime Ayoví, pues estrelló el balón en las piernas del portero Vega, mientras que Benítez, en otra clara opción, sacó un disparo junto al vertical izquierdo. De esta forma, el partido culminó con una victoria ecuatoriana por 2-0 sobre Venezuela.   
Para la próxima fecha, el conjunto de Reinaldo Rueda enfrentaría a Paraguay como visitante en Asunción. La selección nunca había llegado a ganar en tierras guaraníes, así que todo el favoritismo lo tenía la escuadra albirroja. A Paraguay le costó acomodarse en el campo, en el que encontró a un rival ordenado, dispuesto a proponer el juego y muy atento en el mediocampo. Los locales parecieron quedar cada vez más envueltos en el esquema planteado por el equipo ecuatoriano y se mostraron más temerosos a la hora de mover el balón y presionar en el comienzo del partido. En el minuto 13, el visitante se perdió una clara ocasión de anotar tras una serie de rebotes en el área frente al portero Diego Barreto, pero la pelota finalmente fue despejada por un defensor local. Paraguay recuperó el dinamismo cerca de los veinte minutos de juego, cuando algunas llegadas clave al arco de Máximo Banguera animaron a los simpatizantes reunidos en el Estadio Defensores del Chaco. El conjunto guaraní estuvo cerca de abrir el marcador luego de que un tremendo remate del mediocampista Marcelo Estigarribia diera en uno de los palos y un minuto después cuando el defensor Darío Verón no pudo definir un claro balón que quedó botando en el área ecuatoriana. Ecuador intentó a los 24 con un remate del delantero Félix Borja que Barreto sacó a un costado. El equipo paraguayo tuvo dificultades para controlar al movedizo Antonio Valencia, aunque por su parte los ecuatorianos tuvieron una ardua tarea para aplacar el protagonismo de Estigarribia. El seleccionado local se puso en ventaja con un gol de Cristian Riveros en el minuto 46, cuando apenas iniciaba la segunda etapa. Riveros definió con un toque desde muy cerca del área tras la ejecución de un tiro libre del debutante Víctor Ayala para comenzar a cimentar una victoria que tranquilizó los ánimos luego del inicio flojo en la eliminatoria. Ecuador intentó con un fuerte remate de Jaime Ayoví que pasó por encima del travesaño en el minuto 54, pero los locales volvieron a la carga tres minutos después para marcar el segundo tanto de la noche. Verón marcó con un golpe de cabeza desde el centro del área tras un tiro de esquina desatando el júbilo del público. Finalmente, Joao Rojas descontó un minuto antes del pitazo final con un golpe de cabeza tras un centro de Edison Méndez. Así es como la Albirroja derrotó 2-1 a la Tricolor.  
Por la tercera fecha de las eliminatorias, Ecuador enfrentaría a Perú en el Estadio Olímpico Atahualpa. En la previa del partido, se sentían buenas vibras debido a que la Bicolor nunca había ganado en tierras ecuatorianas por eliminatorias. El primer tiempo transcurrió sin grandes situaciones de gol, aunque con dinámica en la mitad del campo, donde ambos equipos se plantearon una partida de ajedrez para descifrar sus estrategias. La primera de varias escaramuzas la protagonizaron tres de los Cuatro Fantásticos peruanos: Claudio Pizarro tocó para Jefferson Farfán y éste a Juan Manuel Vargas, que remató a las manos del portero Máximo Banguera. El local respondió en el minuto 14 con un centro del capitán Walter Ayoví, que se cerró lentamente sin que el delantero Christian Benítez pudiera llegar para el cabezazo. Cuando la constante era la falta de profundidad, Pizarro llevó susto al pórtico ecuatoriano, al darse media vuelta en la cabecera del área y conectar un remate que pasó cerca del palo derecho. La Tri intentó abrir la cancha con variantes como el paso del eficiente Antonio Valencia al costado izquierdo, y del enganche Joao Rojas al derecho. Sin embargo, Perú volvió a acercarse con peligro con Jefferson Farfán, que empalmó un remate defectuoso. Claudio Pizarro tuvo una aproximación más, en el minuto 30, cabeceando por encima del arco, tras lo cual Benítez conectó un remate sorpresivo en la media luna que se perdió por un costado. Los pupilos de Reinaldo Rueda mostraron mayor decisión en el arranque de la complementaria, gracias al ingreso del experimentado creativo Édison Méndez en sustitución de Rojas, con lo cual ganó movilidad. Perú, en cambio, retrasó sus líneas esperando a la Tricolor en el último cuarto de cancha, donde se multiplicaban los centros a la zona de candela y el trabajo de los zagueros incas que por momentos tuvieron que olvidarse de la técnica para evacuar el balón. En el minuto 49, Ayoví tiró un centro que obligó a volar al meta Raúl Fernández para sacar la pelota al córner, mientras que en el minuto 60 Benítez, solo en el área, estuvo cerca de empalmar un lanzamiento de costado. El técnico del seleccionado peruano, el uruguayo Sergio Markarián, comenzó entonces a quemar las naves sustituyendo a Pizarro por William Chiroque, pero ello no evitó que los dirigidos por el colombiano Reinaldo Rueda continuaran a la ofensiva. El dominio del local halló finalmente recompensa en el minuto 70 en un contragolpe. Como velocista, Christian Benítez se corrió la cancha e ingresó entre los dos centrales para habilitar a Méndez, que definió con técnica en el primer palo estremeciendo a los hinchas que colmaron las tribunas del Estadio Olímpico Atahualpa. Los peruanos intentaron sacudirse con una incursión individual de Chiroque, que eludió a tres rivales en el área antes de que le sacaran el esférico. Pero el gol había afirmado a la Tri, que logró el segundo en el minuto 89 por intermedio de Benítez tras una jugada de filigrana que se inició en el medio campo. Valencia tocó para Ayoví y éste para el «Chucho» Benítez, que venció al guardameta inca desatando el delirio entre la afición, que tuvo unos minutos más para cantar el otro gol. De este modo, Ecuador venció por 2-0 al combinado incaico, fue el 15 de noviembre de 2011.  
El 13 de abril de 2013 en la clasificación de la FIFA, la selección ecuatoriana ha logrado su mejor posición en la historia (10.º) en esta etapa.
La clasificación a Brasil se selló en Quito el 11 de octubre cuando la Tricolor ecuatoriana consiguió una victoria «sabor a mundial» al vencer 1 por 0 a la selección de Uruguay con gol de Jefferson Montero después de un pase preciso de Antonio Valencia. A partir de esto, aunque no estaba matemáticamente clasificado, Uruguay necesitaba de un milagro para clasificar directamente, esto no se dio y en la siguiente fecha a pesar de que la Tri cayó derrotada frente a Chile 2 por 1 clasificó gracias a una gran campaña de local, en este rubro Ecuador fue el mejor local de la eliminatoria con siete triunfos y un solo empate, en total veintidós puntos de los veinticinco que cosechó.
El combinado de Ecuador tuvo un partido amistoso con la selección de Australia en la que en el primer tiempo perdía por 3-0 y en el segundo tiempo la Tricolor remontó 3-4, siendo una de las victorias más importantes e históricas de la selección ecuatoriana.

#### Copa Mundial de Fútbol de 2014

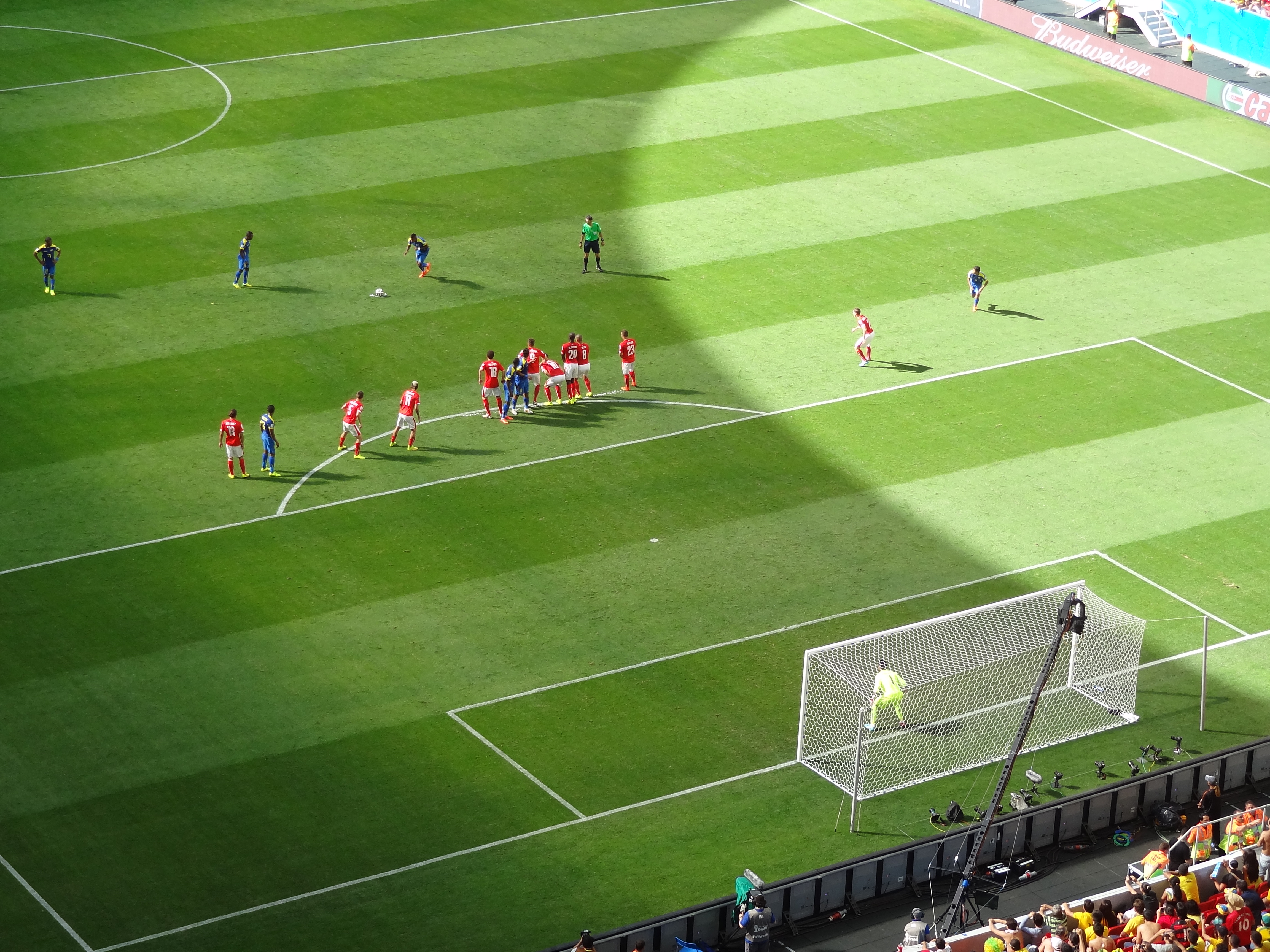
Encuentro entre las selecciones de Ecuador y Suiza —en el Estadio Nacional de Brasilia— que finalizó con victoria de 2-1 para el conjunto centroeuropeo.

Debido a los buenos resultados que tenía Ecuador en anteriores amistosos y las eliminatorias, se esperaba que tuviera buena trascendencia durante todo el Mundial, pero terminó quedándose fuera en primera fase tras perder contra Suiza a poco tiempo de acabar el partido, ganarle a Honduras y empatar ante Francia.

### Era Gustavo Quinteros (2015-2017)
Con Gustavo Quinteros al mando, Ecuador juega la Copa América Chile 2015 pero tuvo con un mal rendimiento, la selección tuvo un nuevo objetivo el cual era clasificar para el Mundial 2018. Las eliminatorias empezaron en 8 de octubre de 2015 y Ecuador comienza con una histórica victoria en Buenos Aires, ganándole a Argentina por 0-2, con goles de Frickson Erazo y Felipe Caicedo. En la fecha 2, Ecuador recibió a Bolivia, con una intensa lluvia en el primer tiempo, luego en el segundo tiempo marcan Miller Bolaños y Felipe Caicedo de penal, ganando así 2-0. En noviembre de 2015, en la fecha 3, Ecuador recibió a Uruguay ganando por 2-1 con goles de Felipe Caicedo y Fidel Martínez, descontando Edinson Cavani. En la fecha 4, visitó a Venezuela en Puerto Ordaz, donde los ecuatorianos vencieron por 1-3 con goles de Felipe Caicedo, Fidel Martínez y Jefferson Montero, para los venezolanos descontó Josef Martínez, mateniendo el primer lugar con un puntaje perfecto de 12 puntos.
En marzo de 2016, se reanudaron las eliminatorias. En la fecha 5, los ecuatorianos recibieron en Quito a Paraguay y empataron 2-2, para los ecuatorianos anotaron Enner Valencia y Ángel Mena, para los visitantes marcó por doblete Darío Lezcano. En la fecha 6, Ecuador perdió el invicto en su visita a Barranquilla ante Colombia por 3-1, con los goles de Carlos Bacca por doblete y Sebastián Pérez, para los ecuatorianos descontó Michael Arroyo de tiro libre. 
En la Copa América Centenario, Ecuador fue enmarcado en el Grupo B, junto a Brasil (0-0),  Perú (2-2) y Haití (4-0) y Con dos empates y una victoria, llegó a cuartos de final donde se enfrentó a Estados Unidos, siendo eliminada por 1-2.
En septiembre de 2016, Ecuador siguió en mala racha en eliminatorias. En la fecha 7, los ecuatorianos recibieron en Quito a Brasil, donde caerían goleados 0-3, perdiendo su invicto de local que conservaban desde las eliminatorias Sudáfrica 2010. Los goles los hicieron Neymar de penal, luego un autogol de Walter Ayovi y Gabriel Jesús. En la fecha 8, Ecuador visitó en Lima a Perú donde caerían por 2-1, los goles los convirtieron Christian Cueva, de penal, y Renato Tapia, para Ecuador descontó Gabriel Achilier. En octubre de 2016 llegaron las fechas 9 y 10 de las eliminatorias, en la fecha 9, cerrando la primera ronda, Ecuador recibió la visita de Chile en Quito, donde los ecuatorianos ganaron por 3-0 con goles de Antonio Valencia, Cristian Ramírez y Felipe Caicedo. En la fecha 10 comenzando la segunda ronda, Ecuador viajó a La Paz para enfrentarse a Bolivia, donde empatarían a dos goles, para los Bolivianos marcó por doblete Pablo Escobar y para los ecuatorianos marco también por doblete Enner Valencia. En noviembre de 2016, en la fecha 11 visitó en Montevideo a Uruguay cayendo 2-1 con goles de Sebastián Coates y Diego Rolán, para Ecuador descontó Felipe Caicedo. En la fecha 12, los ecuatorianos recibieron en Quito a Venezuela donde cerrarían el año con victoria de 3-0, con goles de Arturo Mina, Miler Bolaños y Enner Valencia, llegando a 20 puntos y al tercer lugar de la eliminatoria.
En marzo de 2017 empezaría la recta final de las eliminatorias. En la fecha 13, Ecuador viajó a Asunción para enfrentarse con Paraguay, donde perderían por 2-1 con goles de Bruno Valdez y Junior Alonso para los Paraguayos, mientras que Felipe Caicedo descontó por medio de un penal. En la fecha 14, Ecuador recibió a Colombia donde cayeron en casa por segunda vez en la eliminatoria, por 0-2 con goles de James Rodríguez y Juan Guillermo Cuadrado bajando al sexto lugar. En agosto se reanudaron las eliminatorias con las fechas 15 y 16 donde Ecuador visitó a Brasil en la ciudad de Porto Alegre y cayó 2-0 con goles de Paulinho y Philippe Coutinho, descendiendo así hasta el octavo puesto. En la fecha 16, recibió en Quito a Perú, donde Ecuador sentenció prácticamente su eliminación, al caer por 1-2 con goles de Edison Flores y Paolo Hurtado, mientras que para los locales descontó Enner Valencia. 

### Era Jorge Célico (2017-2018)
En octubre, Jorge Célico asume como técnico interino de Ecuador. En la fecha 17, los ecuatorianos visitaron a Chile en Santiago, donde perdieron por 2-1, con goles de Eduardo Vargas y Alexis Sánchez, y para Ecuador descontó Romario Ibarra, sellando su eliminación del Mundial sin ninguna probabilidad matemática de clasificar. Y en la última fecha, los ecuatorianos recibieron la visita de Argentina en Quito, donde se despidieron de las eliminatorias con una nueva derrota por 1-3 con gol del ecuatoriano Romario Ibarra con el gol más rápido a los cuarenta segundos. Sin embargo, la respuesta de los visitantes no demoro y apareció una tripleta de Lionel Messi, clasificando a Argentina para el Mundial. Y para Ecuador finalizó así su participación, cerrando las peores eliminatorias para Ecuador como local y de visita, quedando en la 8.ª posición con los 20 puntos. Debido a la decepcionante campaña sufrida en el año 2017, Ecuador fue tachado como uno de los equipos con el peor nivel futbolístico, provocando que en el año 2018 estuviera en los puesto 60 entre 70, puestos los cuales no había tocado desde los sufridos años futbolísticos de 1995 y 1997.

### Segunda era de Hernán Darío Gómez (2018-2019)
En la presidencia de Carlos Villacís, Hernán Darío Gómez fue contratado nuevamente el 12 de agosto de 2018 para la Copa América Brasil 2019. Hasta el momento han jugado partidos amistosos en septiembre contra Jamaica y Guatemala, 2-0 cada uno. En octubre jugaron mal contra Catar (4-3) y Omán (0-0), y cerraron en noviembre de 2018, cuando tuvieron un gran desempeño, ganándole en Lima a Perú por 2-0 y a Panamá en el Estadio Rommel Fernández por 2-1.
En marzo de 2019, tuvieron unos malos partidos amistosos contra Estados Unidos (1-0) y contra Honduras (0-0). En junio tuvo dos amistosos previos a la Copa América 2019 realizada en Brasil donde igualó 1-1 con Venezuela y después fue derrotado por 3-2 ante México, ambos juegos fueron en Estados Unidos. 
En la Copa América 2019, la selección quedó ubicada en el grupo C junto a Uruguay, Chile y la invitada selección de Japón. El 16 de junio se enfrentó en Belo Horizonte a Uruguay donde cayó goleada por 4-0 con goles de Nicolás Lodeiro, Edinson Cavani y Luis Suárez todos fueron hechos en el primer tiempo mientras que Arturo Mina marcaría un autogol certificando la goleada charrúa. El 21 de junio, la Tri viajó a Salvador de Bahía donde se enfrentó al actual bicampeón de América, la selección de Chile volviendo a ser derrotada por 2-1 con goles de José Pedro Fuenzalida y de Alexis Sánchez para los de la Roja, mientras que Enner Valencia descontó para los ecuatorianos por medio de un penal, colocando en peligro su clasificación para cuartos de final. El 24 de junio, la selección se enfrentó a la invitada y juvenil selección de Japón en Belo Horizonte donde ambos equipos aun tenían posibilidades de clasificar con una victoria para ecuatorianos y japoneses sin embargo no sucedió e igualaron 1-1 con goles de Shoya Nakajima para los asiáticos mientras que Ángel Mena empató el partido certificando la eliminación definitiva de ambos de la Copa América 2019, siendo una pésima campaña de Ecuador una vez más en Copa América. Debido al fracaso sufrido en la Copa América, Ecuador ocupó el último puesto de la clasificación de la FIFA, en condición de Conmebol, otorgándole el puesto de la peor selección sudamericana de 2019, y motivó a que la directiva de la FEF, encabezada por Francisco Egas, decidiera separar al Bolillo y a su cuerpo técnico.

### Era Gustavo Alfaro (2020-2022)
Jordi Cruyff fue contratado por Francisco Egas el 13 de enero de 2020 para dirigir la selección ecuatoriana de Fútbol. Su paso al mando del equipo tricolor fue muy breve, y en esta ocasión fue un hecho histórico, ya que ha sido el único entrenador en la selección de ecuador que no ha dirigido un solo partido, a consecuencia de la pandemia por coronavirus de 2020 en Ecuador, y llegando a cobrar cerca de trescientos mil dólares en dos meses. El 23 de julio de 2020 se dio la noticia que había renunciado a su cargo de director técnico.
El 26 de agosto de 2020, la FEF confirmó la contratación de Gustavo Alfaro como entrenador de la selección.

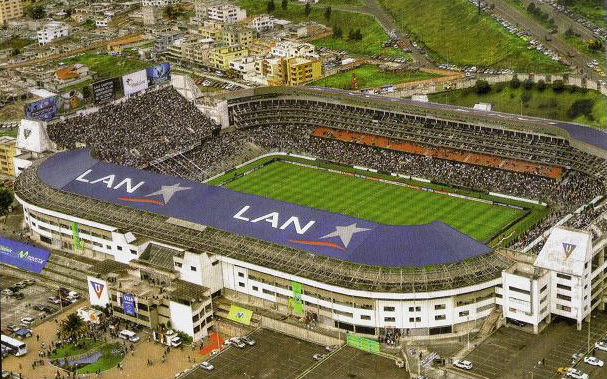
El Estadio Rodrigo Paz Delgado, sede local de Ecuador en la ciudad de Quito durante las eliminatorias.

Las eliminatorias sudamericanas rumbo al Mundial de Catar 2022 iban a iniciar en el mes de marzo de 2020 con las fechas 1 y 2. Sin embargo, debido a la pandemia de la COVID-19, se aplazó el inicio para el mes de septiembre, donde la Conmebol, en conjunto con la FIFA, decidieron correr el calendario para el mes de octubre con el fin de dar inicio a la competencia y brindar toda la protección a cada selección, cumpliendo con los protocolos de bioseguridad y sanidad. En febrero de 2020, se confirmó el cambio de sede local de Ecuador para esta edición de eliminatorias, debido a un proceso de remodelación del Estadio Olímpico Atahualpa. El Estadio Rodrigo Paz Delgado fue elegido como el estadio local de la Tri para esta eliminatoria.
La Tri inició la eliminatoria visitando a Argentina. En el minuto 10, Lucas Ocampos se metió en el área donde recibió una infracción por parte de Pervis Estupiñán, el árbitro no dudó y cobró penal. Lionel Messi fue el encargado de cobrarlo. El partido terminó 1-0 a favor de la albiceleste siendo ese gol de Lionel Messi, de penal, el único del encuentro.
En la fecha 2, Ecuador recibió a Uruguay en el Rodrigo Paz Delgado de Quito, sede local de la Tricolor para esta eliminatoria. En el minuto 15, Moisés Caicedo, abrió la cuenta para la Tri. Ecuador mantuvo su propuesta ofensiva y a pocos segundos del descanso Michael Estrada aprovechó un balón suelto dentro del área para poner la cuenta 2-0. En el arranque del segundo tiempo, Ecuador consiguió el tercer tanto, tras una acción colectiva entre Enner Valencia y Estrada. Este último nuevamente definió con precisión frente al arco y puso el 3-0. Gonzalo Plata, mandó el balón al fondo de la red para el 4-0 en el minuto 75. Luis Suárez, de penalti, descontó en el minuto 83 y en tiempo de reposición, una vez más el «Pistolero» Suárez, al mismo palo pero con altura, convirtió en gol otro penalti a favor de Uruguay en el minuto 95; así es como Ecuador derrotó a los charrúas por 4-2.
En noviembre se reanudaron eliminatorias y Ecuador visitó a Bolivia en el estadio Hernando Siles de La Paz. Bolivia abrió el marcador en el minuto 37, tras un pase preciso de Enrique Flores para que rematara cruzado el volante Juan Carlos Arce. En el segundo tiempo, Beder Caicedo, lateral zurdo, con un zapatazo, firmó el empate momentáneo de la Tri en el minuto 46 y puso el empate parcial 1 a 1. No pasó mucho tiempo para que Ángel Mena adelantara a la Tri en el marcador, recibió un pase por el costado derecho y encaró a su marcador para definir colocado al ángulo inferior derecho en el minuto 55 y poner el 1-2. Tras una jugada de balón parado, Marcelo Moreno Martins cabeceó para poner la igualdad a 2 en el minuto 60. Con este tanto, el goleador boliviano (con 79 partidos) igualó el récord de 20 anotaciones de Joaquín Botero (con 48 partidos) como goleador histórico de la selección del altiplano. Tras un constante ida y vuelta, Gonzalo Plata, sacó un centro que golpeó en el zapato y el brazo de Adrián Jusino, aquello fue revisado en el VAR y el juez pitó penal. El encargado de cobrar la falta fue Carlos Gruezo, quien con mucha frialdad puso el 2-3 en el minuto 88. De este modo, el partido terminó 2-3 a favor del cuadro visitante.
En el último partido de 2020, los ecuatorianos recibieron a Colombia en el Estadio Rodrigo Paz Delgado, en Quito. En esta ocasión, Ecuador se llevó la victoria por goleada de 6-1. Robert Arboleda abrió el marcador en el minuto 7 y apenas dos minutos después Ángel Mena amplió la ventaja para los dueños de casa. Michael Estrada puso el 3-0 en el minuto 32 y Xavier Arreaga aumentó la goleada en el minuto 39 con el 4-0. Un penal cobrado por James Rodríguez en el 45 + 1 le dio el del honor a Colombia, que venía de caer 3-0 ante Uruguay en la jornada pasada. La Tricolor estaba en su mejor momento y en el segundo tiempo, Gonzalo Plata colocó el quinto en el minuto 78 y, en el agregado 90 + 1, Pervis Estupiñán puso el sexto para Ecuador. Con este buen resultado, Ecuador confirmó su gran momento y cerro el año ubicándose en la tercera plaza.
En la Copa América 2021, Ecuador fue enmarcado en el Grupo B, junto a Colombia (0-1),  Venezuela (2-2), Perú (2-2) y Brasil (1-1) Con tres empates y una derrota, llegó a cuartos de final donde se enfrentó a Argentina, siendo eliminada por 0-3.
En marzo de 2021, las eliminatorias debían reanudarse con las fechas 5 y 6. Sin embargo, no se pudieron jugar debido a la pandemia de la covid-19. Las selecciones a las que se enfrentaría en estas fechas habrían sido Venezuela como visitante y Chile como local. Estas fechas fueron reprogramadas para jugarse posteriormente a las fechas 7 y 8.    
En la fecha 5, la Tricolor visitó a Venezuela, en Caracas; encuentro que se jugó en octubre. Empezó ganando con un gol de Enner Valencia, por la vía del penal. A poco del entretiempo, Darwin Machís marcó el tanto del empate tras una desconcentración de la zaga ecuatoriana. En el minuto 64, Eduard Bello, de tiro libre, puso el gol de la remontada vinotinto después de que el arquero Moisés Ramírez no pudiera contener el remate. A pesar de esta derrota, Ecuador siguió ubicado en la tercera posición.
En la fecha 6, recibió a Chile, encuentro que se jugó en septiembre. Los visitantes frenaron el bloque ofensivo de Ecuador. En el minuto 63, salió expulsado Junior Sornoza, dejando en desigualdad al cuadro tricolor. Sin mayores contratiempos, el partido terminó 0-0.
La fecha 7 (5) se disputó el 3 de junio, la Tri viajó a Porto Alegre para enfrentarse a Brasil. Ecuador entró a la cancha del Estadio Beira Rio logrando durante los primeros cuarenta y cinco minutos mantener el cero. Los dirigidos por Gustavo Alfaro se mostraron sólidos en defensa y apenas pasaron el susto de un gol anulado en el minuto 42 a Gabriel Barbosa por un fuera de juego. Para el segundo tiempo, Brasil aumento su precisión ofensiva y en el minuto 65, Richarlison anotó de zurda tras una buena jugada en la que participó Neymar, la figura del partido. El partido terminó 2-0 a favor de los locales con goles de Richarlison y Neymar de penal. En el minuto 88, el VAR le dio un penalti a Brasil que convirtió Neymar luego de que el mismo VAR le permitiera repetir el cobro, al comprobarse adelantamiento del golero Alexander Domínguez. De esta forma, el partido terminó 2-0 a favor de los locales y el Scratch amplio su racha a 5 victorias consecutivas, y mantuvo su invicto, por eliminatorias sudamericanas.

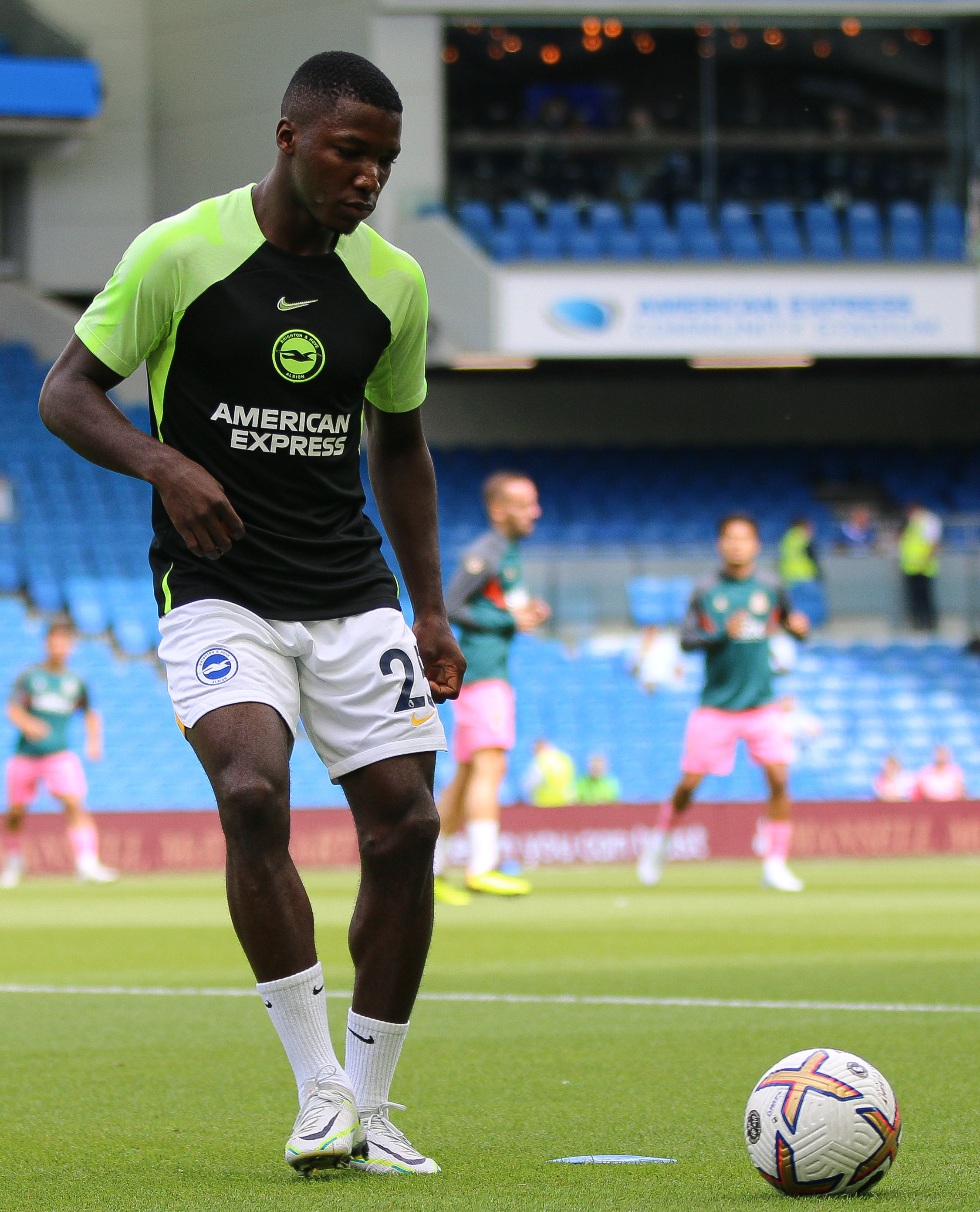
Moisés Caicedo fue el máximo asistente de Ecuador en las eliminatorias.

El 8 de junio, por la fecha 8 (6), la selección recibió al combinado de Perú en Quito, donde se llevaron una sorpresa al ser derrotados por el conjunto visitante. El primer tiempo estuvo marcado por el dominio del equipo tricolor, pero este no se logró traducir en ocasiones claras. En tanto, la Bicolor llegaba con rápidos contraataques, generados principalmente por Christian Cueva y Gianluca Lapadula, sin tener precisión. El marcador en la capital ecuatoriana finalmente se abrió en el minuto 62, cuando la oncena local fue sorprendida con un contragolpe dirigido por Gianluca Lapadula, la figura del equipo peruano, entregó un pase preciso para el gol de Christian Cueva. Una vez más, Gianluca Lapadula, selló su destacada jornada en el minuto 87 con otro balón filtrado para que Luis Advíncula pusiera la puntilla, con un sutil toque que pasó entre las piernas del portero Alexander Domínguez. Gonzalo Plata colocó el gol de descuento para los locales en el tramo final del partido, con un fuerte remate que dejó sin opciones al golero Pedro Gallese.
En la fecha 9, recibió a Paraguay; se jugó en septiembre. En un partido en el que la visita supo aguantar la ofensiva ecuatoriana, finalmente se abrió el marcador en el minuto 88 tras un cabezazo de Félix Torres. En los adicionales, Michael Estrada puso el segundo tanto, el cual sellaría la victoria 2-0.
En la fecha 10, el cuadro tricolor visitó a Uruguay en Montevideo. Ecuador afrontó el partido con bajas importantes como la de Enner Valencia y Ángel Mena. En un partido trabado y violento entre ambas escuadras, acabó con victoria de los locales por 1-0 tras un gol de Gastón Pereiro en el minuto 90. Este resultado provocó que Ecuador descienda a la cuarta posición
En la fecha 11, Ecuador jugó ante Bolivia de local en el Estadio Monumental de Guayaquil. En el minuto 14, la Tri se puso en ventaja con un gol de Michael Estrada. Seguidamente, Enner Valencia marcó un doblete en los minutos 17 y 20. El partido culminó 3-0 favorable a Ecuador. Cabe recalcar que este partido tuvo el debut de jugadores jóvenes como Jeremy Sarmiento y Moisés Ramírez.
En la fecha 12, Ecuador visitó a Colombia, en Barranquilla. La Tricolor necesitaba obtener puntos ante los cafeteros para mantenerse en la tercera plaza. Tras un gran partido entre ambos equipos y un gol anulado a Yerry Mina en los minutos finales, por parte del VAR; selló un valioso empate 0-0 para la Tri.
En la fecha 13, Ecuador jugó ante Venezuela en Quito. El único tanto del partido lo marcó Piero Hincapié, por parte de Ecuador de cabeza en el minuto 45. La Vinotinto apretó a Ecuador en los últimos minutos sin poder revertir el resultado. Finalizó 1-0.
En la fecha 14, el cuadro ecuatoriano visitó a Chile, en Santiago. La Tricolor se puso en ventaja en el minuto 9, con un remate cruzado de Pervis Estupiñán. En los minutos adicionales, Moisés Caicedo marcó el 2-0. Con esta victoria, Ecuador logró ganar por primera vez en territorio chileno y se acercó más a la clasificación mundialista.
En la fecha 15, Ecuador recibió a Brasil. Un partido marcado por expulsiones y duras entradas de ambos equipos. La Verdeamarela empezó ganando en el minuto 6 con gol de Casemiro. Minutos después, Alexander Domínguez, por parte de Ecuador, fue expulsado por roja directa después de cometer una dura falta sobre Matheus Cunha. En el minuto 20, Emerson, por parte de Brasil, fue expulsado por doble amarilla. En el minuto 75, Félix Torres marcó el gol del empate. El partido tuvo algunas jugadas polémicas, revisadas por el VAR. El partido finalizó 1-1.
En la fecha 16, la Tricolor visitó a Perú en Lima. El cuadro visitante se puso en ventaja tempranamente con gol de Michael Estrada en el minuto 2. Los locales empataron con gol de Édison Flores en el minuto 69. Finalizó con empate 1-1 y, con este resultado, Ecuador estaba a nada de clasificar para el Mundial de Catar 2022.
En la fecha 17, la Tri visitó a Paraguay en Ciudad del Este. Un partido bastante deficiente de Ecuador, comenzó con gol de los locales en el minuto 9, con un derechazo de Robert Morales. A poco del entretiempo, llegó el 2-0, tras un autogol de Piero Hincapié. En el minuto 54, Miguel Almirón puso el 3-0, con un zurdazo al segundo palo. En el minuto 85, Jordy Caicedo descontó de penal para la Tricolor. A pesar de la derrota, Ecuador aseguró totalmente su presencia en el Mundial de Catar 2022.
En la última fecha, Ecuador (ya clasificado) recibió a Argentina, en el Estadio Monumental de Guayaquil. La Albiceleste empezó ganando en el minuto 24 con gol de Julián Álvarez. En el minuto 93, Enner Valencia marcó el empate y de esta forma finalizó el partido.
Después de cerrar la eliminatoria en la cuarta posición y con veintiséis puntos, Ecuador clasificó para su cuarta Copa Mundial tras ocho años de ausencia.

#### Copa Mundial de Fútbol de 2022
La Tri accedió al grupo A junto con Catar, los Países Bajos y Senegal. En el partido inaugural ante los cataríes, los ecuatorianos salieron victoriosos gracias al doblete de Enner Valencia. En la fecha 2, la Tri logró un empate ante los Países Bajos 1 a 1 nuevamente con gol de Enner Valencia en el minuto 49 del segundo tiempo. Finalmente, en la fecha 3, fueron derrotados y eliminados por Senegal 2 a 1. La Tri quedó fuera del Mundial con cuatro puntos, cuatro goles a favor y tres en contra quedando posicionada en la tercera posición. 
Ecuador fue la primera selección de fútbol en lograr ganar al anfitrión en el partido inaugural en una Copa del Mundo.

### Era Félix Sánchez Bas (2023-2024)
Félix Sánchez Bas fue presentado oficialmente el 13 de marzo del 2023 como nuevo entrenador de la Selección de Ecuador por la Federación Ecuatoriana de Fútbol (FEF).
La Tri bajo la dirección del nuevo técnico inicio las eliminatorias sudamericanas rumbo al mundial de Norteamérica 2026 con un puntaje negativo de -3 puntos debido al incidente del jugador Byron Castillo en las eliminatorias pasadas, siendo la FIFA y el TAS castigando a la selección con la resta de tres puntos menos y repitiendo el mismo calendario que se usó para Catar 2022, visitando a la actual campeona del mundo Argentina en Buenos Aires en octubre del 2023 cayendo por la mínima diferencia 1-0 con gol de Lionel Messi, en la segunda fecha recibió en Quito a Uruguay ganando por 2-1 con doblete de Félix Torres mientras que para los uruguayos descontó Agustín Canobbio corrigiendo el saldo negativo quedando en 0 puntos. En la tercera jornada visito a Bolivia en La Paz en el mes de noviembre del mismo año, logrando derrotar a los locales por 1-2 con goles de Kendry Páez y Kevin Rodríguez mientras que Rodrigo Ramallo logró descontar, en la cuarta fecha, la tri recibió en Quito a Colombia siendo uno de los partidos de bajo nivel mostrado por la selección empatando sin goles 0-0, llegando a 4 unidades. En noviembre del 2023, se jugaron las últimas dos fechas del año, donde en la quinta jornada visito a Venezuela en Maturín igualando también sin goles 0-0 en un partido de poco trámite, en Quito recibió la visita de Chile lograndi la victoria por la mínima diferencia 1-0 con gol de Ángel Mena llegando a la 4° posición de la tabla con 8 puntos en zona de clasificación directa al mundial. 

#### Copa América 2024
La Tri jugaría una nueva edición de la Copa América 2024 en Estados Unidos donde accedió al grupo B junto con México, Venezuela y Jamaica. En su debut ante los venezolanos en Santa Clara, la tri cayó sorpresivamente por 1-2 con goles de Jhonder Cádiz y Eduard Bello para Venezuela mientras que para la selección descontó Jeremy Sarmiento, en su segunda salida en Las Vegas, la tri jugó ante Jamaica logrando la victoria por 3-1 con tantos de Kendry Páez, Alan Minda y un autogol del jamaiquino Kasey Palmer, mientras que el descuento lo convirtió Michail Antonio, en la última fecha de fase de grupos en Glendale, ante México, la tri igualó sin goles 0-0 logrando clasificar a los cuartos de final como 2.º del grupo por detrás de Venezuela con 4 unidades y dejando eliminado al favorito del grupo México. En cuartos de final, se enfrentó al campeón defensor Argentina donde empatarían 1-1 con goles de Lisandro Martínez para la albiceleste y Kevin Rodríguez igualaría en el último minuto del partido para forzar la tanda de penales pero la suerte no estuvo de lado ecuatoriano al fallar los lanzamientos Ángel Mena y Alan Minda siendo atajados por el arquero argentino Emiliano Martínez y donde tendría uno de los mejores partidos y haciendo ver mal a la selección de Argentina pero que desaprovechó Ecuador al fallar el jugador Enner Valencia también un penal en tiempo regular, quedando una vez más eliminado Ecuador de la Copa América.
El 5 de julio de 2024, Félix Sánchez Bas presentó la renuncia a su cargo de entrenador de Ecuador sin dar más detalles.

## Últimos partidos y próximos encuentros
Actualizado al último partido jugado el 10 de junio de 2025.
| Fecha                    | Lugar       | Local          |                           | Resultado |                          | Visitante     | Racha | Competición        |
| ------------------------ | ----------- | -------------- | ------------------------- | --------- | ------------------------ | ------------- | ----- | ------------------ |
| 21 de marzo de 2025      | Quito       | Ecuador        | Bandera de Ecuador        | 2-1       | Bandera de Venezuela     | Venezuela     | Sí    | Clas. Mundial 2026 |
| 25 de marzo de 2025      | Santiago    | Chile          | Bandera de Chile          | 0-0       | Bandera de Ecuador       | Ecuador       |       | Clas. Mundial 2026 |
| 5 de junio de 2025       | Guayaquil   | Ecuador        | Bandera de Ecuador        | 0-0       | Bandera de Brasil        | Brasil        |       | Clas. Mundial 2026 |
| 10 de junio de 2025      | Lima        | Perú           | Bandera de Perú           | 0-0       | Bandera de Ecuador       | Ecuador       |       | Clas. Mundial 2026 |
| 4 de septiembre de 2025  | Asunción    | Paraguay       | Bandera de Paraguay       | -         | Bandera de Ecuador       | Ecuador       |       | Clas. Mundial 2026 |
| 9 de septiembre de 2025  | Guayaquil   | Ecuador        | Bandera de Ecuador        | -         | Bandera de Argentina     | Argentina     |       | Clas. Mundial 2026 |
| TBD de octubre de 2025   | Austin      | Estados Unidos | Bandera de Estados Unidos | -         | Bandera de Ecuador       | Ecuador       |       | Amistoso           |
| TBD de octubre de 2025   | Zapopan     | México         | Bandera de México         | -         | Bandera de Ecuador       | Ecuador       |       | Amistoso           |
| TBD de noviembre de 2025 | A confirmar | Canadá         | Bandera de Canadá         | -         | Bandera de Ecuador       | Ecuador       |       | Amistoso           |
| TBD de noviembre de 2025 | A confirmar | Ecuador        | Bandera de Ecuador        | -         | Bandera de Nueva Zelanda | Nueva Zelanda |       | Amistoso           |

## Estadísticas

### Copa Mundial de Fútbol
| Año   | Etapa            | Pos            | PJ             | PG             | PE             | PP             | GF             | GC             | Dif            | Goleador             |
| ----- | ---------------- | -------------- | -------------- | -------------- | -------------- | -------------- | -------------- | -------------- | -------------- | -------------------- |
| 1930  | No participó     | No participó   | No participó   | No participó   | No participó   | No participó   | No participó   | No participó   | No participó   | No participó         |
| 1934  | No participó     | No participó   | No participó   | No participó   | No participó   | No participó   | No participó   | No participó   | No participó   | No participó         |
| 1938  | No participó     | No participó   | No participó   | No participó   | No participó   | No participó   | No participó   | No participó   | No participó   | No participó         |
| 1950  | Se retiró        | Se retiró      | Se retiró      | Se retiró      | Se retiró      | Se retiró      | Se retiró      | Se retiró      | Se retiró      | Se retiró            |
| 1954  | No participó     | No participó   | No participó   | No participó   | No participó   | No participó   | No participó   | No participó   | No participó   | No participó         |
| 1958  | No participó     | No participó   | No participó   | No participó   | No participó   | No participó   | No participó   | No participó   | No participó   | No participó         |
| 1962  | No clasificó     | No clasificó   | No clasificó   | No clasificó   | No clasificó   | No clasificó   | No clasificó   | No clasificó   | No clasificó   | No clasificó         |
| 1966  | No clasificó     | No clasificó   | No clasificó   | No clasificó   | No clasificó   | No clasificó   | No clasificó   | No clasificó   | No clasificó   | No clasificó         |
| 1970  | No clasificó     | No clasificó   | No clasificó   | No clasificó   | No clasificó   | No clasificó   | No clasificó   | No clasificó   | No clasificó   | No clasificó         |
| 1974  | No clasificó     | No clasificó   | No clasificó   | No clasificó   | No clasificó   | No clasificó   | No clasificó   | No clasificó   | No clasificó   | No clasificó         |
| 1978  | No clasificó     | No clasificó   | No clasificó   | No clasificó   | No clasificó   | No clasificó   | No clasificó   | No clasificó   | No clasificó   | No clasificó         |
| 1982  | No clasificó     | No clasificó   | No clasificó   | No clasificó   | No clasificó   | No clasificó   | No clasificó   | No clasificó   | No clasificó   | No clasificó         |
| 1986  | No clasificó     | No clasificó   | No clasificó   | No clasificó   | No clasificó   | No clasificó   | No clasificó   | No clasificó   | No clasificó   | No clasificó         |
| 1990  | No clasificó     | No clasificó   | No clasificó   | No clasificó   | No clasificó   | No clasificó   | No clasificó   | No clasificó   | No clasificó   | No clasificó         |
| 1994  | No clasificó     | No clasificó   | No clasificó   | No clasificó   | No clasificó   | No clasificó   | No clasificó   | No clasificó   | No clasificó   | No clasificó         |
| 1998  | No clasificó     | No clasificó   | No clasificó   | No clasificó   | No clasificó   | No clasificó   | No clasificó   | No clasificó   | No clasificó   | No clasificó         |
| 2002  | Fase de grupos   | 24.º           | 3              | 1              | 0              | 2              | 2              | 4              | –2             | Delgado y Méndez: 1  |
| 2006  | Octavos de final | 12.º           | 4              | 2              | 0              | 2              | 5              | 4              | 1              | Delgado y Tenorio: 2 |
| 2010  | No clasificó     | No clasificó   | No clasificó   | No clasificó   | No clasificó   | No clasificó   | No clasificó   | No clasificó   | No clasificó   | No clasificó         |
| 2014  | Fase de grupos   | 17.º           | 3              | 1              | 1              | 1              | 3              | 3              | 0              | Enner Valencia: 3    |
| 2018  | No clasificó     | No clasificó   | No clasificó   | No clasificó   | No clasificó   | No clasificó   | No clasificó   | No clasificó   | No clasificó   | No clasificó         |
| 2022  | Fase de grupos   | 18.º           | 3              | 1              | 1              | 1              | 4              | 3              | 1              | Enner Valencia: 3    |
| 2026  | Clasificado      | Clasificado    | Clasificado    | Clasificado    | Clasificado    | Clasificado    | Clasificado    | Clasificado    | Clasificado    | Clasificado          |
| 2030  | Por disputarse   | Por disputarse | Por disputarse | Por disputarse | Por disputarse | Por disputarse | Por disputarse | Por disputarse | Por disputarse | Por disputarse       |
| 2034  | Por disputarse   | Por disputarse | Por disputarse | Por disputarse | Por disputarse | Por disputarse | Por disputarse | Por disputarse | Por disputarse | Por disputarse       |
| Total | 5/23             | 40.º           | 13             | 5              | 2              | 6              | 14             | 14             | 0              | Enner Valencia: 6    |

### Copa América
| Año         | Ronda            | Posición       | PJ             | PG             | PE             | PP             | GF             | GC             | Goleador                               |              |
| ----------- | ---------------- | -------------- | -------------- | -------------- | -------------- | -------------- | -------------- | -------------- | -------------------------------------- | ------------ |
| 1916 - 1937 | No participó     | No participó   | No participó   | No participó   | No participó   | No participó   | No participó   | No participó   | No participó                           | No participó |
| 1939        | Primera ronda    | 5.º            | 4              | 0              | 0              | 4              | 4              | 18             | Arenas: 2                              |              |
| 1941        | Primera ronda    | 5.º            | 4              | 0              | 0              | 4              | 1              | 21             | Freire: 1                              |              |
| 1942        | Primera ronda    | 7.º            | 6              | 0              | 0              | 6              | 4              | 31             | Jiménez: 2                             |              |
| 1945        | Primera ronda    | 7.º            | 6              | 0              | 1              | 5              | 9              | 27             | Aguayo: 4                              |              |
| 1946        | Se retiró        | Se retiró      | Se retiró      | Se retiró      | Se retiró      | Se retiró      | Se retiró      | Se retiró      | Se retiró                              | Se retiró    |
| 1947        | Primera ronda    | 6.º            | 7              | 0              | 3              | 4              | 3              | 17             | Jiménez: 2                             |              |
| 1949        | Primera ronda    | 7.º            | 7              | 1              | 0              | 6              | 7              | 21             | Vargas: 2                              |              |
| 1953        | Primera ronda    | 7.º            | 6              | 0              | 2              | 4              | 1              | 13             | Guzmán:1                               |              |
| 1955        | Primera ronda    | 6.º            | 5              | 0              | 0              | 5              | 4              | 22             | Matute: 3                              |              |
| 1956        | Se retiró        | Se retiró      | Se retiró      | Se retiró      | Se retiró      | Se retiró      | Se retiró      | Se retiró      | Se retiró                              | Se retiró    |
| 1957        | Primera ronda    | 7.º            | 6              | 0              | 1              | 5              | 7              | 23             | Larraz: 5                              |              |
| 1959-I      | Se retiró        | Se retiró      | Se retiró      | Se retiró      | Se retiró      | Se retiró      | Se retiró      | Se retiró      | Se retiró                              | Se retiró    |
| 1959-II     | Cuarto lugar     | 4.º            | 4              | 1              | 1              | 2              | 5              | 9              | Raffo: 2                               |              |
| 1963        | Primera ronda    | 6.º            | 6              | 1              | 2              | 3              | 14             | 18             | Raffo: 6                               |              |
| 1967        | No clasificó     | No clasificó   | No clasificó   | No clasificó   | No clasificó   | No clasificó   | No clasificó   | No clasificó   | No clasificó                           | No clasificó |
| 1975        | Primera ronda    | 9.º            | 4              | 0              | 1              | 3              | 4              | 10             | Castañeda: 2                           |              |
| 1979        | Primera ronda    | 9.º            | 4              | 1              | 0              | 3              | 4              | 7              | Garcés y Tenorio: 1                    |              |
| 1983        | Primera ronda    | 8.º            | 4              | 0              | 2              | 2              | 4              | 10             | Quiñónez, Vásquez, Vega y Maldonado: 1 |              |
| 1987        | Primera ronda    | 7.º            | 2              | 0              | 1              | 1              | 1              | 4              | Cuvi: 1                                |              |
| 1989        | Primera ronda    | 7.º            | 4              | 1              | 2              | 1              | 2              | 2              | Benítez y Avilés: 1                    |              |
| 1991        | Primera ronda    | 7.º            | 4              | 1              | 1              | 2              | 6              | 5              | Álex Aguinaga: 2                       |              |
| 1993        | Cuarto lugar     | 4.º            | 6              | 4              | 0              | 2              | 13             | 5              | Eduardo Hurtado: 3                     |              |
| 1995        | Primera ronda    | 9.º            | 3              | 1              | 0              | 2              | 5              | 6              | José Mora y Energio Díaz: 1            |              |
| 1997        | Cuartos de final | 5.º            | 4              | 2              | 2              | 0              | 5              | 2              | Ariel Graziani: 2                      |              |
| 1999        | Primera ronda    | 11.º           | 3              | 0              | 0              | 3              | 3              | 7              | Iván Kaviedes: 2                       |              |
| 2001        | Primera ronda    | 9.º            | 3              | 1              | 0              | 2              | 5              | 5              | Agustín Delgado: 2                     |              |
| 2004        | Primera ronda    | 12.º           | 3              | 0              | 0              | 3              | 3              | 4              | Agustín Delgado: 2                     |              |
| 2007        | Primera ronda    | 11.º           | 3              | 0              | 0              | 3              | 3              | 6              | Valencia, Benítez y Méndez: 1          |              |
| 2011        | Primera ronda    | 10.º           | 3              | 0              | 1              | 2              | 2              | 5              | Felipe Caicedo: 2                      |              |
| 2015        | Primera ronda    | 10.º           | 3              | 1              | 0              | 2              | 4              | 6              | Enner Valencia y Miller Bolaños: 2     |              |
| 2016        | Cuartos de final | 8.º            | 4              | 1              | 2              | 1              | 7              | 4              | Enner Valencia: 2                      |              |
| 2019        | Primera ronda    | 11.º           | 3              | 0              | 1              | 2              | 2              | 7              | Enner Valencia y Ángel Mena :1         |              |
| 2021        | Cuartos de final | 8.º            | 5              | 0              | 3              | 2              | 5              | 9              | Ayrton Preciado: 2                     |              |
| 2024        | Cuartos de final | 8.º            | 4              | 1              | 2              | 1              | 5              | 4              | Sarmiento, Páez, Minda y Rodríguez: 1  |              |
| 2028        | Por disputarse   | Por disputarse | Por disputarse | Por disputarse | Por disputarse | Por disputarse | Por disputarse | Por disputarse | Por disputarse                         |              |
| Total       | 30/48            | 9.º            | 130            | 17             | 28             | 85             | 142            | 328            | Carlos Alberto Raffo: 8                |              |

## Clasificación en los rankings mundiales
| Institución | Ranking actual | Ranking actual | Ranking actual | Ranking actual          | Mejor ranking | Mejor ranking | Mejor ranking | Mejor ranking           | Peor ranking | Peor ranking  | Peor ranking | Peor ranking        | {\displaystyle {\overline {X}}} |
| Institución | Posición       | V              | Puntaje        | Fecha                   | Posición      | V             | Puntaje       | Fecha                   | Posición     | V             | Puntaje      | Fecha               | {\displaystyle {\overline {X}}} |
| ----------- | -------------- | -------------- | -------------- | ----------------------- | ------------- | ------------- | ------------- | ----------------------- | ------------ | ------------- | ------------ | ------------------- | ------------------------------- |
| FIFA        | 24.º           | Crecimiento    | 1560.13        | 19 de diciembre de 2024 | 10.º          | Sin cambios   | 1256          | abril de 2013           | 76.º         | Decrecimiento | 26           | 12 de junio de 1995 | 42.º                            |
| Elo         | 16.º           | Crecimiento    | 1871           | 4 de julio de 2024      | 12.º          | Sin cambios   | 1915          | 17 de noviembre de 2015 | 117.º        | Sin cambios   | 1239         | 1 de abril de 1957  | 65.º                            |

1El ranking Elo solamente mide la puntuación de los partidos clase "A" de todas las selecciones de fútbol en su historia.
| Año/Mes                                                                                   | Enero                  | Febrero                | Marzo                  | Abril                  | Mayo                   | Junio                  | Julio                  | Agosto      | Septiembre  | Octubre     | Noviembre   | Diciembre   |
| ----------------------------------------------------------------------------------------- | ---------------------- | ---------------------- | ---------------------- | ---------------------- | ---------------------- | ---------------------- | ---------------------- | ----------- | ----------- | ----------- | ----------- | ----------- |
| 1993                                                                                      | Sin clasificación FIFA | Sin clasificación FIFA | Sin clasificación FIFA | Sin clasificación FIFA | Sin clasificación FIFA | Sin clasificación FIFA | Sin clasificación FIFA | 35.º (40)   | 41.º (37)   | 41.º (37)   | 47.º (36)   | 48.º (35)   |
| 1994                                                                                      | --                     | 48.º (34)              | 46.º (34)              | 45.º (34)              | 47.º (34)              | 39.º (37)              | 46.º (34)              | --          | 53.º (32)   | 57.º (32)   | 57.º (32)   | 55.º (32)   |
| 1995                                                                                      | --                     | 58.º (32)              | --                     | 61.º (31)              | 61.º (31)              | 76.º (26)              | 61.º (34)              | 60.º (34)   | 53.º (32)   | 61.º (34)   | 58.º (35)   | 55.º (37)   |
| 1996                                                                                      | 57.º (37)              | 54.º (38)              | --                     | 41.º (42)              | 38.º (43)              | --                     | 32.º (46)              | 32.º (36)   | 31.º (47)   | 32.º (46)   | 34.º (46)   | 33.º (47)   |
| 1997                                                                                      | --                     | 35.º (46)              | --                     | 35.º (48)              | 40.º (47)              | 38.º (48)              | 30.º (51)              | 29.º (52)   | 30.º (53)   | 31.º (53)   | 28.º (54)   | 28.º (54)   |
| 1998                                                                                      | --                     | 31.º (53)              | 32.º (53)              | 30.º (53)              | 26.º (53)              | --                     | 41.º (47)              | 44.º (45)   | 51.º (43)   | 66.º (41)   | 63.º (41)   | 63.º (41)   |
| 1999                                                                                      | 61.º (485)             | 52.º (510)             | 55.º (504)             | 55.º (509)             | 55.º (503)             | 49.º (522)             | 56.º (509)             | 57.º (503)  | 60.º (497)  | 61.º (490)  | 62.º (487)  | 65.º (477)  |
| 2000                                                                                      | 65.º (476)             | 68.º (475)             | 72.º (473)             | 71.º (474)             | 71.º (475)             | 71.º (469)             | 66.º (495)             | 65.º (500)  | 60.º (511)  | 58.º (524)  | 58.º (527)  | 54.º (540)  |
| 2001                                                                                      | 53.º (542)             | 54.º (542)             | 53.º (543)             | 51.º (553)             | 45.º (567)             | 44.º (582)             | 50.º (571)             | 47.º (583)  | 46.º (591)  | 39.º (608)  | 37.º (610)  | 37.º (613)  |
| 2002                                                                                      | 38.º (613)             | 37.º (626)             | 37.º (625)             | 36.º (624)             | 36.º (624)             | --                     | 31.º (637)             | 31.º (636)  | 31.º (639)  | 32.º (636)  | 32.º (634)  | 31.º (634)  |
| 2003                                                                                      | 31.º (634)             | 31.º (632)             | 29.º (630)             | 33.º (625)             | 33.º (620)             | 36.º (616)             | 38.º (608)             | 37.º (611)  | 33.º (626)  | 35.º (624)  | 36.º (618)  | 37.º (615)  |
| 2004                                                                                      | 37.º (615)             | 40.º (613)             | 40.º (609)             | 41.º (604)             | 41.º (598)             | 37.º (615)             | 37.º (616)             | 39.º (604)  | 42.º (594)  | 48.º (583)  | 44.º (597)  | 39.º (616)  |
| 2005                                                                                      | 39.º (616)             | 37.º (624)             | 36.º (628)             | 34.º (639)             | 34.º (642)             | 34.º (646)             | 33.º (647)             | 33.º (648)  | 33.º (658)  | 36.º (355)  | 37.º (650)  | 37.º (651)  |
| 2006                                                                                      | 38.º (647)             | 38.º (650)             | 38.º (644)             | 39.º (636)             | 39.º (631)             | --                     | 28.º (821)             | 27.º (826)  | 30.º (785)  | 34.º (760)  | 30.º (802)  | 30.º (802)  |
| 2007                                                                                      | 29.º (822)             | 25.º (828)             | 24.º (850)             | 30.º (780)             | 30.º (782)             | 44.º (689)             | 53.º (547)             | 55.º (545)  | 57.º (527)  | 59.º (517)  | 56.º (573)  | 56.º (573)  |
| 2008                                                                                      | 52.º (581)             | 57.º (561)             | 54.º (575)             | 55.º (569)             | 55.º (569)             | 59.º (532)             | 60.º (511)             | 56.º (542)  | 52.º (556)  | 42.º (661)  | 31.º (771)  | 36.º (729)  |
| 2009                                                                                      | 39.º (697)             | 40.º (691)             | 39.º (695)             | 42.º (697)             | 42.º (695)             | 44.º (686)             | 36.º (760)             | 36.º (768)  | 36.º (749)  | 44.º (697)  | 35.º (750)  | 37.º (738)  |
| 2010                                                                                      | 35.º (753)             | 37.º (761)             | 36.º (765)             | 36.º (763)             | 44.º (694)             | --                     | 58.º (545)             | 58.º (545)  | 72.º (447)  | 67.º (484)  | 61.º (498)  | 53.º (535)  |
| 2011                                                                                      | 52.º (542)             | 54.º (537)             | 49.º (553)             | 56.º (536)             | 64.º (523)             | 68.º (473)             | 67.º (478)             | 66.º (491)  | 69.º (481)  | 52.º (580)  | 42.º (630)  | 42.º (634)  |
| 2012                                                                                      | 42.º (634)             | 40.º (644)             | 39.º (648)             | 37.º (673)             | 37.º (679)             | 36.º (693)             | 27.º (752)             | 20.º (836)  | 17.º (890)  | 20.º (902)  | 17.º (951)  | 13.º (999)  |
| 2013                                                                                      | 12.º (1007)            | 12.º (999)             | 11.º (1037)            | 10.º (1256)            | 10.º (1058)            | 10.º (1066)            | 18.º (932)             | 17°(972)    | 20.º (851)  | 22.º (862)  | 23.º (852)  | 23.º (852)  |
| 2014                                                                                      | 23.º (852)             | 24.º (831)             | 23.º (855)             | 28° (790)              | 28° (794)              | 26° (791)              | 21.º (901)             | 21.º (910)  | 21.º (889)  | 27.º (826)  | 27.º (852)  | 26.º (852)  |
| 2015                                                                                      | 26.º (852)             | 29.º (840)             | 29.º (852)             | 34.º (759)             | 34.º (762)             | 31.º (806)             | 35.º (738)             | 36.º (758)  | 34.º (764)  | 31.º (765)  | 21.º (921)  | 13.º (1040) |
| 2016                                                                                      | 13.º (1040)            | 13.º (1040)            | 13.º (1039)            | 12.º (1019)            | 12.º (1019)            | 13.º (978)             | 17.º (1002)            | 17.º (1002) | 19.º (917)  | 19.º (932)  | 20.º (890)  | 20.º (890)  |
| 2017                                                                                      | 20.º (890)             | 22.º (887)             | 22.º (887)             | 25.º (839)             | 25.º (839)             | 24.º (858)             | 31.º (791)             | 32.º (791)  | 35.º (767)  | 60.º (608)  | 71.º (508)  | 70.º (508)  |
| 2018                                                                                      | 68.º (508)             | 67.º (508)             | 65.º (508)             | 64.º (506)             | 63.º (506)             | 50.º (1756)            | --                     | 60.º (1376) | 58.º (1378) | 61.º (1371) | 57.º (1382) | 57.º (1382) |
| 2019                                                                                      | --                     | 58.º (1382)            | --                     | 59.º (1378)            | --                     | 60.º (1375)            | 66.º (1359)            | --          | 65.º (1370) | 63.º (1368) | 63.º (1368) | 63.º (1368) |
| 2020                                                                                      | --                     | 63.º (1368)            | --                     | 63.º (1368)            | --                     | 63.º (1368)            | 63.º (1368)            | --          | 64.º (1368) | 60.º (1380) | 56.º (1409) | 56.º (1409) |
| 2021                                                                                      | --                     | 57.º (1409)            | --                     | 53.º (1413)            | 53.º (1413)            | --                     | --                     | 55.º (1405) | 52.º (1415) | 55.º (1417) | 46.º (1449) | 46.º (1448) |
| 2022                                                                                      | --                     | 44.º (1459)            | 46.º (1453)            | --                     | --                     | 44.º (1464)            | --                     | 44.º (1464) | --          | 44.º (1464) | --          | 41.º (1477) |
| 2023                                                                                      | --                     | --                     | --                     | 41.º (1478)            | --                     | 40.º (1486)            | 40.º (1486)            | --          | 38.° (1498) | 36.º (1508) | 32.º (1519) | 32.º (1519) |
| 2024                                                                                      | --                     | 31.º (1519)            | --                     | 31.º (1518)            | --                     | 30.º (1518)            |                        |             |             |             |             |             |
| Posición promedio desde la creación de la Clasificación mundial de la FIFA: 42.ª posición |                        |                        |                        |                        |                        |                        |                        |             |             |             |             |             |

## Uniforme
El uniforme de la selección del Ecuador ha variado mucho en colores tanto el titular como el alternativo a lo largo de la historia.
Históricamente la camiseta, como símbolo distintivo, nace cuando las reglas del fútbol definen el número de deportistas por equipo. Allí se hace imprescindible la diferenciación de los contendientes mediante el uniforme, conduciendo a que la camiseta sea el elemento portador del color y, por tanto, el emblema de identidad de un equipo y sus seguidores. En los inicios, la camiseta no se diferenciaba de la camisa de los colegios ingleses; esto es, botones, cuello y mangas. El árbitro usaba terno y corbata.
Desde aquella época se han producido cambios significativos: primero, el arquero requiere una indumentaria distinta a la del resto de jugadores debido a su función. Segundo, la necesidad de contar con una indumentaria acorde a la práctica deportiva ha hecho que la tecnología respondiera a estas exigencias mediante diseños ergonómicos (ajustada al cuerpo) y a la hidrofilidad (evaporación). Y tercero, la demanda que introduce la comercialización de la camiseta y del fútbol debe impedir su falsificación y permitir la presencia de patrocinadores. La producción inicial de las camisetas no fue artesanal y no se vendía en el mercado. Si alguien quería tener una camiseta, debía confeccionarla o encargarla. En esa época los dirigentes-jugadores la diseñaban; hoy la producción la hacen casas especializadas utilizando tecnología de punta y en concordancia con las necesidades de la mercadotecnia. La presencia de los medios de comunicación, en especial de la televisión, hizo que la camiseta se convirtiera en una vitrina.
En los Juegos Bolivarianos de 1938, la selección ecuatoriana se estrena internacionalmente con camisa de cuello, botones y mangas. En 1960, en la primera eliminatoria, cambia botones por corchetes y usa tela espejo.  Desde 1966, usa camiseta con tela de algodón, acorde al calor de Guayaquil, y a partir de 1985 se encarga a empresas especializadas en el diseño, producción y comercialización, siendo Credeport la encargada de comprar los uniformes con diversos logos de marcas internacionales, siendo primero Adidas, luego Puma, después Reebok. Ojo, ninguna de estas fue un auspiciador de manera oficial. Desde 1994 Marathon Sports ha sido el encargado de confeccionar la camiseta de Ecuador. En los veinte años, ha diseñado cinco camisetas distintas; esto es, una cada dos años de promedio.

### Evolución del uniforme
| 1941-1945 | (ver evolución) | 2025-actual |

## Instalaciones

### Estadio Rodrigo Paz Delgado
El seleccionado ecuatoriano juega sus partidos como local en el estadio Rodrigo Paz Delgado propiedad de Liga Deportiva Universitaria cuenta con capacidad para 41 575 personas aunque existen datos en los que se ha superado esa estadística.

### Sede Deportiva de la FEF en Quito
La selección ecuatoriana cuenta con un predio de 6 hectáreas, está ubicado en Tanda Pelileo al nororiente de Quito. Sus instalaciones cuentan con todo lo necesario, habitaciones, restaurante, salas de conferencia, salas de vídeo, auditorio, gimnasio, vestuario y departamento médico.
La selección se concentraba en otras instalaciones como en la Escuela Superior Militar Eloy Alfaro. La construcción duró 13 meses y el predio fue inaugurado el 22 de noviembre de 2010.

### Centro Técnico Guayas
Las instalaciones están ubicadas en la parroquia urbana Juan Bautista Aguirre, cantón Daule, entre la calle Bucay y Paso Lateral, kilómetro 48. El predio tiene un total de 7 hectáreas. Cuenta con un complejo hotelero, salas de trabajo, auditorio, comedor y gimnasio.

## Auspiciantes oficiales
Fuente:
| Auspiciadores   | Notas      |
| --------------- | ---------- |
| Pilsener        | Desde 1992 |
| Marathon Sports | Desde 1994 |
| Banco Guayaquil | Desde 2013 |
| CNT             | Desde 2019 |
| LATAM Airlines  | Desde 2020 |
| Ecuabet         | Desde 2021 |
| Smart Fit       | Desde 2021 |
| Sikura          | Desde 2021 |
| PedidosYa       | Desde 2022 |
| LG              | Desde 2022 |
| Chaide          | Desde 2023 |
| Suncare         | Desde 2023 |
| DFSK            | Desde 2024 |
| McDonald's      | Desde 2024 |
| Sporade         | Desde 2024 |
| Big Cola        | Desde 2024 |

## Jugadores
A lo largo de la historia, han sido más de doscientos futbolistas los que han vestido la camiseta de la selección de Ecuador. Iván Hurtado es el futbolista que más veces ha vestido la selección de Ecuador, el que más veces ha vestido en Sudamérica y quinto en el mundo. Enner Valencia, con cuarenta tantos en sesenta y nueve, es el máximo goleador de Ecuador. Otros jugadores que se han destacado como goleadores son Carlos Tenorio, que en 2006 se convirtió en el máximo goleador de Ecuador en una Copa del Mundo. Iván Kaviedes, que en 1998 se convirtió en goleador mundial al marcar cuarenta y tres goles en cuarenta y cinco partidos, jugando para el Emelec, además de marcar el gol de la clasificación para el primer Mundial de Ecuador ante Uruguay en 2001. Otro jugador que también se destacó fue Alberto Spencer, quien es goleador histórico de la Copa Libertadores, y Álex Aguinaga, quien es considerado uno de los mejores futbolistas de la historia.
También han sobresalido jugadores como Édison Méndez, Ulises de la Cruz, José Francisco Cevallos, Edwin Tenorio, Enrique Cantos, Jorge Bolaños, Ariel Graziani, Segundo Alejandro Castillo, Walter Ayoví, Eduardo Hurtado, Carlos Muñoz, Christian Noboa, Christian Mora, Polo Carrera, Luis Capurro y Carlos Luis Morales. Y más recientemente se han destacado Luis Antonio Valencia, elegido segundo mejor jugador joven en el Mundial de Alemania; Christian Benítez, cuatro veces campeón de goleo en la primera división de México, y Felipe Caicedo, octavo goleador en la historia del Levante U. D.

### Última convocatoria
- Convocatoria para los partidos de eliminatorias de la fecha FIFA de junio ante Brasil y Perú.[48]
- Datos actualizados al 10 de junio de 2025, según FEF.

| N.º | Nombre           | Posición      | Edad    | PJ | Goles | Club                         |
| --- | ---------------- | ------------- | ------- | -- | ----- | ---------------------------- |
| 1   | Hernán Galíndez  | Portero       | 38 años | 27 | 0     | C. A. Huracán                |
| 12  | Moisés Ramírez   | Portero       | 24 años | 6  | 0     | Independiente del Valle      |
| 22  | Gonzalo Valle    | Portero       | 29 años | 2  | 0     | Liga Deportiva Universitaria |
| 2   | Félix Torres     | Defensa       | 28 años | 45 | 5     | S. C. Corinthians P.         |
| 3   | Piero Hincapié   | Defensa       | 23 años | 46 | 3     | Bayer Leverkusen             |
| 4   | Joel Ordóñez     | Defensa       | 21 años | 8  | 0     | C. Brujas                    |
| 5   | Cristian Ramírez | Defensa       | 30 años | 22 | 1     | Ferencváros T. C.            |
| 6   | Willian Pacho    | Defensa       | 23 años | 26 | 2     | París Saint-Germain F. C.    |
| 7   | Pervis Estupiñán | Defensa       | 27 años | 48 | 4     | Brighton & Hove Albion F. C. |
| 14  | Xavier Arreaga   | Defensa       | 30 años | 20 | 1     | Barcelona S. C.              |
| 17  | Ángelo Preciado  | Defensa       | 27 años | 48 | 0     | A. C. Sparta Praga           |
| 8   | Yaimar Medina    | Mediocampista | 20 años | 2  | 0     | K. R. C. Genk                |
| 9   | John Yeboah      | Mediocampista | 25 años | 14 | 2     | Venezia F. C.                |
| 10  | Kendry Páez      | Mediocampista | 18 años | 18 | 2     | Independiente del Valle      |
| 15  | Pedro Vite       | Mediocampista | 23 años | 8  | 1     | Vancouver Whitecaps F. C.    |
| 16  | Alan Minda       | Mediocampista | 22 años | 14 | 2     | Círculo de Brujas            |
| 18  | Denil Castillo   | Mediocampista | 21 años | 1  | 0     | F. C. Midtjylland            |
| 21  | Alan Franco      | Mediocampista | 26 años | 50 | 1     | C. Atlético Mineiro          |
| 23  | Moisés Caicedo   | Mediocampista | 23 años | 55 | 3     | Chelsea F. C.                |
| --  | Jhegson Méndez   | Mediocampista | 28 años | 38 | 0     | Independiente del Valle      |
| 11  | Kevin Rodríguez  | Delantero     | 25 años | 25 | 2     | R. Union Saint-Gilloise      |
| 13  | Enner Valencia   | Delantero     | 35 años | 98 | 46    | S. C. Internacional          |
| 19  | Nilson Angulo    | Delantero     | 22 años | 6  | 0     | R. S. C. Anderlecht          |
| 20  | Bryan Ramírez    | Delantero     | 24 años | 0  | 0     | Liga Deportiva Universitaria |
| --  | John Mercado     | Delantero     | 23 años | 4  | 0     | AVS F. SAD                   |
| --  | Leonardo Campana | Delantero     | 25 años | 16 | 0     | New England Revolution       |

### Recientemente convocados
| Nombre           | Posición      | Edad    | PJ | Goles | Club                         | Última convocatoria                        | Fecha      |
| ---------------- | ------------- | ------- | -- | ----- | ---------------------------- | ------------------------------------------ | ---------- |
| Javier Burrai    | Portero       | 34 años | 1  | 0     | Barcelona S. C.              | vs. Italia - Amistoso internacional        | 24-03-2024 |
| Robert Arboleda  | Defensa       | 33 años | 39 | 2     | São Paulo F. C.              | vs. Italia - Amistoso internacional        | 24-03-2024 |
| Pervis Estupiñán | Defensa       | 27 años | 38 | 4     | Brighton & Hove Albion F. C. | vs. Italia - Amistoso internacional        | 24-03-2024 |
| Aníbal Chalá     | Defensa       | 29 años | 3  | 0     | Barcelona S. C.              | vs. Italia - Amistoso internacional        | 24-03-2024 |
| Léo Realpe       | Defensa       | 24 años | 3  | 0     | R. B. Bragantino             | vs. Italia - Amistoso internacional        | 24-03-2024 |
| Leonel Quiñónez  | Defensa       | 32 años | 1  | 0     | Liga Deportiva Universitaria | vs. Chile - Eliminatorias Mundial 2026     | 21-11-2023 |
| Jhoanner Chávez  | Defensa       | 23 años | 3  | 0     | R. C. Lens                   | vs. Venezuela - Eliminatorias Mundial 2026 | 16-11-2023 |
| Beder Caicedo    | Defensa       | 33 años | 10 | 1     | Independiente del Valle      | vs. Colombia - Eliminatorias Mundial 2026  | 17-10-2023 |
| Luis Segovia     | Defensa       | 27 años | 1  | 0     | Botafogo F. R.               | vs. Colombia - Eliminatorias Mundial 2026  | 17-10-2023 |
| Nilson Angulo    | Mediocampista | 24 años | 4  | 0     | R. S. C. Anderlecht          | vs. Bolivia - Amistoso internacional       | 12-06-2024 |
| Gonzalo Plata    | Mediocampista | 24 años | 37 | 6     | Al-Sadd S. C.                | vs. Italia - Amistoso internacional        | 24-03-2024 |
| Óscar Zambrano   | Mediocampista | 21 años | 0  | 0     | Liga Deportiva Universitaria | vs. Guatemala - Amistoso internacional     | 21-03-2024 |
| Junior Sornoza   | Mediocampista | 31 años | 16 | 2     | Independiente del Valle      | vs. Chile - Eliminatorias Mundial 2026     | 21-11-2023 |
| Jordy Alcívar    | Mediocampista | 26 años | 2  | 0     | C. León                      | vs. Colombia - Eliminatorias Mundial 2026  | 17-10-2023 |
| Allen Obando     | Delantero     | 19 años | 2  | 0     | Barcelona S. C.              | vs. Italia - Amistoso internacional        | 24-03-2024 |
| Jhojan Julio     | Delantero     | 27 años | 9  | 0     | Liga Deportiva Universitaria | vs. Chile - Eliminatorias Mundial 2026     | 21-11-2023 |

### Cuerpo técnico
| Entrenador:        | Sebastián Beccacece | Asistentes:        | Guillermo Marino | Nicolás Chiesa  |             |                         |                     |
| Preparador físico: | Martín Bressan      | Preparador Físico: | Federico Tridico | Fisioterapeuta: | Jose Amador | Preparador de Arqueros: | Gustavo Campagnuolo |

## Datos de la selección

### Máximos goleadores

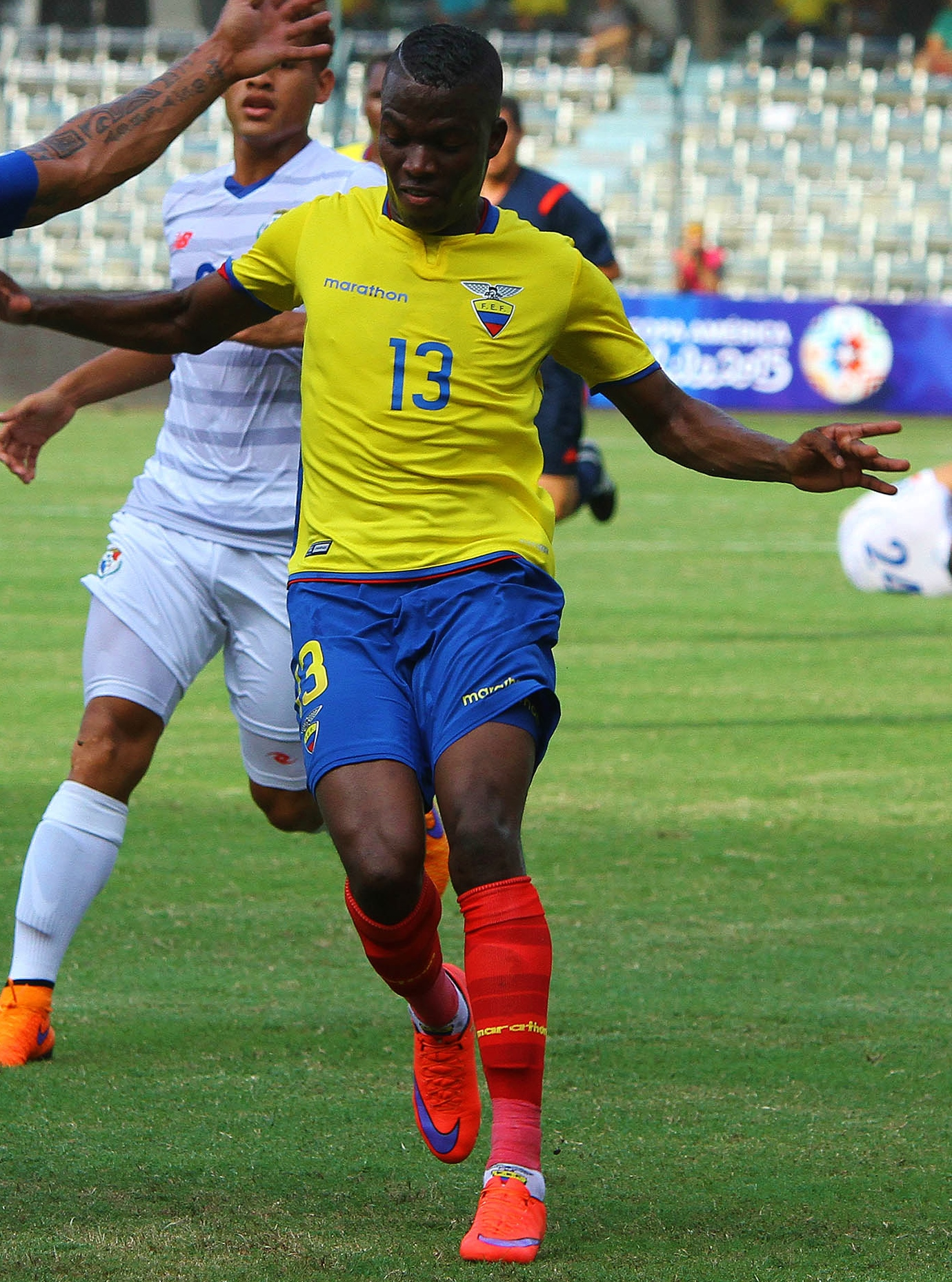
Enner Valencia, actual goleador histórico de la selección ecuatoriana.

| N.                                        | Nombre            | Posición      | Periodo       | Goles | Partidos |
| ----------------------------------------- | ----------------- | ------------- | ------------- | ----- | -------- |
| 1.                                        | Enner Valencia    | Delantero     | 2012-presente | 46    | 98       |
| 2.                                        | Agustín Delgado   | Delantero     | 1994-2006     | 31    | 72       |
| 3.                                        | Eduardo Hurtado   | Delantero     | 1992-2000     | 26    | 74       |
| 4.                                        | Christian Benítez | Delantero     | 2005-2013     | 24    | 61       |
| 5.                                        | Álex Aguinaga     | Mediocampista | 1987-2004     | 23    | 109      |
| 6.                                        | Felipe Caicedo    | Delantero     | 2005-2017     | 22    | 80       |
| 7.                                        | Édison Méndez     | Mediocampista | 2000-2014     | 18    | 111      |
| 8.                                        | Ney Raúl Avilés   | Mediocampista | 1987-1993     | 16    | 55       |
| 9.                                        | Ariel Graziani    | Delantero     | 1997-2000     | 15    | 34       |
| 10.                                       | Iván Kaviedes     | Delantero     | 1998-2010     | 15    | 55       |
| Última actualización: 10 de junio de 2025 |                   |               |               |       |          |

### Jugadores con más presencias
| N.º                                       | Nombre            | Posición      | Periodo         | Partidos | Goles |
| ----------------------------------------- | ----------------- | ------------- | --------------- | -------- | ----- |
| 1.                                        | Iván Hurtado      | Defensa       | 1992-2010       | 168      | 5     |
| 2.                                        | Walter Ayoví      | Defensa       | 2001-2017       | 121      | 8     |
| 3.                                        | Édison Méndez     | Mediocampista | 2000-2014       | 111      | 18    |
| 4.                                        | Álex Aguinaga     | Mediocampista | 1987-2004       | 109      | 23    |
| 5.                                        | Ulises de la Cruz | Defensa       | 1995-2010       | 102      | 6     |
| 6.                                        | Luis Capurro      | Defensa       | 1985-2002       | 101      | 1     |
| 7.                                        | Antonio Valencia  | Mediocampista | 2004-2019       | 99       | 11    |
| 8.                                        | Enner Valencia    | Delantero     | 2012 - presente | 98       | 46    |
| 9.                                        | Giovanny Espinoza | Defensa       | 2000-2011       | 91       | 2     |
| 10.                                       | José Cevallos     | Portero       | 1994-2010       | 89       | 0     |
| Última actualización: 10 de junio de 2025 |                   |               |                 |          |       |

### Jugadores que anotaron en mundiales de fútbol
| N.º                                           | Nombre          | Posición      | Goles | Partidos | Mundiales disputados |
| --------------------------------------------- | --------------- | ------------- | ----- | -------- | -------------------- |
| 1                                             | Enner Valencia  | Delantero     | 6     | 6        | 2014 2022            |
| 2.                                            | Agustín Delgado | Delantero     | 3     | 6        | 2002 2006            |
| 3.                                            | Carlos Tenorio  | Delantero     | 2     | 6        | 2002 2006            |
| 4.                                            | Iván Kaviedes   | Delantero     | 1     | 6        | 2002 2006            |
| 5.                                            | Édison Méndez   | Mediocampista | 1     | 8        | 2002 2006 2014       |
| 6.                                            | Moisés Caicedo  | Mediocampista | 1     | 3        | 2022                 |
| Última actualización: 29 de noviembre de 2022 |                 |               |       |          |                      |

## Entrenadores
| Director técnico         | Desde                    | Hasta                    | PJ  | PG  | PE  | PP  | GF  | GC  | Dif. | Rendimiento |
| ------------------------ | ------------------------ | ------------------------ | --- | --- | --- | --- | --- | --- | ---- | ----------- |
| Enrique Lamas            | 1938                     | 1938                     | 5   | 2   | 1   | 2   | 10  | 15  | -5   | 50 %        |
| Ramón Unamuno            | 1939                     | 1939                     | 4   | 0   | 0   | 4   | 4   | 18  | -14  | 0 %         |
| Juan Parodi              | 1941                     | 1942                     | 10  | 0   | 0   | 10  | 5   | 52  | -47  | 0 %         |
| Rodolfo Orlandini        | 1945                     | 1945                     | 6   | 0   | 1   | 5   | 9   | 27  | -18  | 5.6 %       |
| Ramón Unamuno            | 1947                     | 1947                     | 7   | 0   | 3   | 4   | 3   | 17  | -14  | 14.3 %      |
| José Planas              | 1949                     | 1949                     | 7   | 1   | 0   | 6   | 7   | 21  | -14  | 4.8 %       |
| Gregorio Juan Esperón    | 1953                     | 1953                     | 6   | 0   | 2   | 4   | 1   | 13  | -12  | 11.1 %      |
| José María Díaz Granados | 1955                     | 1955                     | 5   | 0   | 0   | 5   | 4   | 22  | -18  | 0 %         |
| Eduardo Spandre          | 1957                     | 1957                     | 6   | 0   | 1   | 5   | 7   | 23  | -16  | 5.6 %       |
| Juan López               | 1959                     | 1960                     | 7   | 1   | 1   | 5   | 9   | 22  | -13  | 19 %        |
| Fausto Montalván         | 1963                     | 1963                     | 6   | 1   | 2   | 3   | 14  | 18  | -4   | 27.8 %      |
| José María Rodríguez     | 1965                     | 1965                     | 5   | 2   | 1   | 2   | 7   | 7   | 0    | 46.7 %      |
| Fausto Montalván         | 1966                     | 1966                     | 2   | 0   | 1   | 1   | 3   | 5   | -2   | 16.7 %      |
| José Gomes Nogueira      | 22 de junio de 1969      | 3 de agosto de 1969      | 5   | 1   | 1   | 3   | 6   | 9   | -3   | 26.7 %      |
| Ernesto Guerra           | 29 de abril de 1970      | 24 de mayo de 1970       | 2   | 0   | 0   | 2   | 2   | 6   | -4   | 0 %         |
| Jorge Lazo               | 11 de junio de 1972      | 21 de junio de 1972      | 4   | 0   | 1   | 3   | 4   | 9   | -5   | 8.3 %       |
| Roberto Resquín          | 18 de febrero de 1973    | 8 de julio de 1973       | 10  | 1   | 6   | 3   | 10  | 15  | -5   | 30 %        |
| Roque Gastón Máspoli     | 22 de junio de 1975      | 20 de marzo de 1977      | 19  | 5   | 4   | 10  | 22  | 30  | -8   | 33.3 %      |
| Héctor Morales           | 13 de junio de 1979      | 16 de septiembre de 1979 | 8   | 3   | 1   | 4   | 9   | 11  | -2   | 41.7 %      |
| Otto Vieira              | 27 de enero de 1981      | 14 de febrero de 1981    | 2   | 0   | 0   | 2   | 1   | 9   | -8   | 0 %         |
| Juan Eduardo Hohberg     | 17 de mayo de 1981       | 14 de junio de 1981      | 4   | 1   | 1   | 2   | 2   | 5   | -3   | 33.3 %      |
| Ernesto Guerra           | 26 de julio de 1983      | 7 de septiembre de 1983  | 6   | 0   | 4   | 2   | 4   | 10  | -6   | 22.2 %      |
| Antoninho Ferreira       | 30 de noviembre de 1984  | 31 de marzo de 1985      | 15  | 3   | 5   | 7   | 20  | 25  | -5   | 31.1 %      |
| Luis Grimaldi            | 18 de noviembre de 1986  | 4 de julio de 1987       | 13  | 2   | 5   | 6   | 9   | 15  | -6   | 28.2 %      |
| Dušan Drašković          | 2 de junio de 1988       | 19 de septiembre de 1993 | 56  | 17  | 17  | 22  | 65  | 63  | +2   | 40.5 %      |
| Carlos Torres Garcés     | 25 de mayo de 1994       | 5 de junio de 1994       | 2   | 2   | 0   | 0   | 3   | 1   | +2   | 100 %       |
| Carlos Ron               | 17 de agosto de 1994     | 21 de septiembre de 1994 | 2   | 0   | 1   | 1   | 0   | 2   | -2   | 16.7 %      |
| Francisco Maturana       | 24 de mayo de 1995       | 8 de junio de 1997       | 34  | 16  | 6   | 12  | 46  | 34  | +12  | 52.9 %      |
| Luis Fernando Suárez     | 11 de junio de 1997      | 22 de junio de 1997      | 4   | 2   | 2   | 0   | 5   | 2   | +3   | 66.7 %      |
| Francisco Maturana       | 6 de julio de 1997       | 16 de noviembre de 1997  | 8   | 4   | 1   | 3   | 11  | 12  | -1   | 54.2 %      |
| Polo Carrera             | 14 de octubre de 1998    | 14 de octubre de 1998    | 1   | 0   | 0   | 1   | 1   | 5   | -4   | 0 %         |
| Carlos Sevilla Dalgo     | 28 de enero de 1999      | 7 de julio de 1999       | 15  | 3   | 6   | 6   | 15  | 19  | -4   | 33.3 %      |
| Hernán Darío Gómez       | 12 de octubre de 1999    | 13 de julio de 2004      | 66  | 24  | 18  | 24  | 72  | 75  | -3   | 45.5 %      |
| Luis Fernando Suárez     | 5 de septiembre de 2004  | 17 de noviembre de 2007  | 51  | 17  | 9   | 25  | 62  | 77  | -15  | 39.2 %      |
| Sixto Vizuete            | 21 de noviembre de 2007  | 11 de julio de 2010      | 25  | 9   | 7   | 9   | 28  | 27  | +1   | 45.3 %      |
| Reinaldo Rueda           | 10 de agosto de 2010     | 13 de julio de 2014      | 50  | 19  | 17  | 14  | 77  | 59  | +18  | 49.3 %      |
| Sixto Vizuete            | 22 de julio de 2014      | 28 de enero de 2015      | 4   | 2   | 1   | 1   | 10  | 3   | +7   | 58.3 %      |
| Gustavo Quinteros        | 30 de enero de 2015      | 12 de septiembre de 2017 | 33  | 13  | 6   | 14  | 53  | 42  | +11  | 45.5 %      |
| Jorge Célico             | 12 de septiembre de 2017 | 31 de julio de 2018      | 2   | 0   | 0   | 2   | 2   | 5   | -3   | 0 %         |
| Hernán Darío Gómez       | 1 de agosto de 2018      | 4 de julio de 2019       | 13  | 4   | 4   | 5   | 9   | 13  | -4   | 41.02 %     |
| Jorge Célico             | 13 de agosto de 2019     | 12 de enero de 2020      | 3   | 2   | 0   | 1   | 5   | 6   | -1   | 66.66 %     |
| Jordi Cruyff             | 13 de enero de 2020      | 23 de julio de 2020      | 0   | 0   | 0   | 0   | 0   | 0   | 0    | –           |
| Gustavo Alfaro           | 26 de agosto de 2020     | 29 de noviembre de 2022  | 35  | 12  | 14  | 9   | 44  | 35  | +9   | 47.62 %     |
| Félix Sánchez Bas        | 11 de marzo de 2023      | 5 de julio de 2024       | 12  | 7   | 2   | 3   | 14  | 10  | +4   | 63.88 %     |
| Sebastián Beccacece      | 1 de agosto de 2024      | Actualmente              | 10  | 4   | 5   | 1   | 8   | 2   | +6   | 56.67 %     |
| TOTAL                    |                          |                          | 590 | 180 | 157 | 253 | 702 | 896 | -194 | 39.38 %     |

- Actualizado el 12 de junio de 2025.

## Palmarés

### Selección absoluta (1)
| Competición         | Campeón   | Segundo lugar      | Tercer lugar       | Cuarto lugar       |                    |
| ------------------- | --------- | ------------------ | ------------------ | ------------------ | ------------------ |
| Copa América        | -         | -                  | -                  | 2 (1959 y 1993)    |                    |
| Copa Oro            | -         | -                  | -                  | -                  |                    |
| Juegos Bolivarianos | 1 ( 1965) | -                  | 1 ( 1938)          | -                  |                    |
| Total               | 1 título  | Selección absoluta | Selección absoluta | Selección absoluta | Selección absoluta |

### Torneos amistosos
| Competición             | Campeón   | Subcampeón |
| ----------------------- | --------- | ---------- |
| Copa Corea              | 1 ( 1995) |            |
| Copa Canadá             | 1 ( 1999) |            |
| Copa Desafío Latino     | 1 ( 2007) |            |
| Copa Municipal La Ceiba | 1 ( 2011) |            |
| Duelo de Altura         | 1 ( 2021) |            |
| Cuadrangular en Omán    |           | 1 (2008)   |

### Torneos oficiales sub-23
| Competición          | Campeón | Subcampeón | Tercer lugar | Cuarto lugar    |
| -------------------- | ------- | ---------- | ------------ | --------------- |
| Olímpicos            |         |            |              |                 |
| Preolímpico          |         |            |              | 2 (1984 y 1992) |
| Copa de las Américas |         |            |              | 1 (1994)        |

### Torneos oficiales sub-20
| Competición             | Campeón   | Subcampeón             | Tercer lugar | Cuarto lugar                |
| ----------------------- | --------- | ---------------------- | ------------ | --------------------------- |
| Copa Mundial Sub-20     |           |                        | 1 ( 2019)    |                             |
| Campeonato Sudamericano | 1 ( 2019) | 1 ( 2017)              |              | 4 (1992, 1995, 2011 y 2023) |
| Juegos Panamericanos    | 1 ( 2007) |                        |              |                             |
| Juegos Bolivarianos     | 1 ( 1985) |                        |              |                             |
| Juegos Odesur           |           | 3 ( 1978, 1990 y 2022) |              |                             |
| Torneo Alcudia          | 1 ( 2010) |                        |              |                             |

### Torneos oficiales selección sub-19
| Competición   | Campeón | Subcampeón | Tercer lugar | Cuarto lugar |
| ------------- | ------- | ---------- | ------------ | ------------ |
| Juegos Odesur |         | 1 ( 1982)  |              |              |

### Torneos oficiales selección sub-17
| Competición             | Campeón | Subcampeón             | Tercer lugar     | Cuarto lugar    |
| ----------------------- | ------- | ---------------------- | ---------------- | --------------- |
| Copa Mundial Sub-17     |         |                        |                  |                 |
| Campeonato Sudamericano |         | 1 ( 2023)              | 2 ( 2005 y 2015) | 2 (2011 y 2019) |
| Juegos Bolivarianos     |         | 3 ( 2009, 2013 y 2017) | 1 ( 2005)        |                 |
| Juegos Odesur           |         | 1 ( 2010)              | 1 ( 2014)        |                 |

### Torneos oficiales selección sub-16
| Competición                    | Campeón | Subcampeón | Tercer lugar     | Cuarto lugar |
| ------------------------------ | ------- | ---------- | ---------------- | ------------ |
| Campeonato Sudamericano Sub-16 |         |            | 2 ( 1985 y 1986) |              |

### Torneos oficiales selección sub-15
| Competición                    | Campeón | Subcampeón | Tercer lugar | Cuarto lugar |
| ------------------------------ | ------- | ---------- | ------------ | ------------ |
| Campeonato Sudamericano Sub-15 |         | 1 ( 2023)  | 1 ( 2009)    | 1 (2015)     |

- Actualizado hasta el 20 de octubre de 2024.